# Gianluigi Buffon
Gianluigi Buffon (pronunciación en italiano: /dʒanˈlui:dʒi bufˈfɔn/; Carrara, Massa y Carrara, 28 de enero de 1978) es un exfutbolista italiano que jugaba como portero. Jugó la mayor parte de su carrera en la Juventus de Turín, donde permaneció durante 19 temporadas, desde 2001 hasta 2021. También fue internacional con la selección de Italia, desde 1997 hasta 2018, con la que se proclamó campeón de la Copa Mundial de Fútbol de 2006, siendo considerado como uno de los mejores porteros en la historia del fútbol. 
Inició su carrera deportiva en el Parma A. C. al que ingresó a los 13 años, debutando profesionalmente con el primer equipo en 1995. Tras permanecer durante seis temporadas en el equipo parmesano fue transferido a la Juventus de Turín donde obtuvo diecinueve títulos a nivel nacional (nueve Serie A, una Serie B, cuatro Copas Italia y cinco Supercopas de Italia). Con la selección de Italia participó en cuatro Eurocopas y en cinco ediciones de la Copa Mundial de Fútbol, siendo su mejor resultado el campeonato obtenido en la Copa Mundial de 2006 luego de superar por 5-3 en tanda de penales a la selección de Francia en la final.
En 2004, fue incluido en la lista de Futbolistas FIFA 100 elaborada por el exfutbolista Pelé a petición de la FIFA. Ha sido nombrado mejor portero del mundo en cinco ocasiones por la Federación Internacional de Historia y Estadística de Fútbol. Asimismo, ha obtenido diversos títulos individuales como el Premio Lev Yashin, el Balón de Plata, el premio al guardameta del año en la Serie A, entre otros. Fue elegido como el «Mejor Portero del Mundo del Cuarto de Siglo» y «Mejor Portero del Mundo de la 1.ª Década del Siglo XXI» por la Federación Internacional de Historia y Estadística de Fútbol.
El 14 de diciembre de 2020, fue incluido como portero en el segundo Dream Team histórico del Balón de Oro.
El 1 de agosto de 2023, Buffon anunció su retiro del fútbol profesional, después de casi 28 años de carrera.
Tiene el récord de ser el jugador con más partidos disputados de la selección italiana. 
Su último equipo fue el Parma Calcio.

## Trayectoria

### Parma Calcio
Gianluigi Buffon inició su carrera como futbolista en la escuela de fútbol Canaletto Sepor de la ciudad de La Spezia, luego pasó al Perticata otra escuela de fútbol de la ciudad de Carrara, desempeñándose en ambos equipos como delantero por su físico. A los 13 años de edad, ingresó al equipo juvenil del Parma Football Club, un año más tarde en un encuentro ocupó la posición de guardameta ya que los dos primeros arqueros del equipo estaban lesionados y dos semanas después, se convirtió en el guardameta titular. En 1995, fue promovido al primer equipo y debutó en la Serie A el 19 de noviembre de ese mismo año con 17 años de edad en un encuentro contra el A. C. Milan con resultado final de 0-0. En la temporada 1996-97, vio mucha más acción y llegó a disputar veintisiete partidos recibiendo un total de diecisiete goles en la liga, para finalmente ocupar la segunda posición de la tabla de posiciones con sesenta y tres puntos.
Durante este misma campaña debutó en un torneo internacional, la Copa de la UEFA en un encuentro por los treintaidosavos de final ante el Vitória Sport Clube que finalizó con marcador de 2-0 a favor de los portugueses. En la siguiente temporada, disputó por primera vez un partido por la Copa Italia, su debut se produjo el 15 de octubre de 1997 en los octavos de final ante el Bari al que eliminaron por marcador global de 3-1, en los cuartos de final enfrentaron al Atalanta superándolo por 2-1, finalmente el Parma fue eliminado del torneo por el A. C. Milan en las semifinales. En la liga doméstica su club terminó en la sexta posición tras quince victorias, doce empates y siete derrotas. A nivel internacional participó en la Liga de Campeones de la UEFA 1997-98, siendo eliminados en la fase de grupos tras finalizar en la segunda posición con nueve puntos.
Fue durante la temporada 1998-99 que alcanzó sus primeros títulos con el club parmesano, logrando los campeonatos de la Copa Italia, empatando en la final por marcador global de 3-3 ante la Fiorentina, luego de haber derrotado en las rondas previas a equipos como Genoa, Bari, Udinese e Inter de Milán, y de la Copa de la UEFA 1998-99 tras eliminar previamente al Fenerbahçe, Wisła Cracovia, Rangers, Girondins de Burdeos, Atlético de Madrid y derrotar por 3-0 en la final al Olympique de Marsella. Sin embargo no les fue muy bien en la liga donde ocuparon la cuarta posición con cincuenta y cinco puntos, en esta competición Buffon recibió treinta y seis goles en treinta y cuatro encuentros.
La campaña 1999-00 se inició para el Parma obteniendo su único título hasta el momento en la Supercopa de Italia venciendo al A. C. Milan por 2-1 en el Estadio Giuseppe Meazza. Mientras tanto en la Liga de Campeones fueron eliminados en la tercera ronda previa por el Rangers, por lo que tuvieron que conformarse con disputar la Copa de la UEFA en la cual avanzaron hasta los octavos de final tras caer por marcador global de 3-2 con el Werder Bremen de Alemania. La temporada 2000-01, la última de Gianluigi en el Parma culminó ocupando la cuarta posición en la liga tras dieciséis victorias, ocho empates y diez derrotas, eliminados en los octavos de final de la Copa de la UEFA 2000-01 por el P. S. V. Eindhoven de los Países Bajos y con el subcampeonato de la Copa Italia 2000-01.

### Juventus Football Club

#### Primeros títulos con Marcello Lippi
En el año 2001, fue adquirido por la Juventus Football Club junto a Lilian Thuram para la temporada 2001-02 por una cifra récord de 54 millones de euros, convirtiéndose así en el guardameta más caro de la historia. Sus inicios en la Juventus no fueron fáciles, las indecisiones en los encuentros contra el ChievoVerona y la Roma hicieron que sea fuertemente criticado, pero logró restablecerse y disputó una buena temporada obteniendo el título de la Serie A tras veinte victorias, once empates y tres derrotas para sumar un total de setenta y un puntos. Entretanto en la Liga de Campeones de la UEFA disputó diez encuentros y recibió doce goles en contra, siendo eliminados en la segunda fase de grupos con siete puntos.
Ese mismo año la Juventus consiguió la Supercopa de Italia, tras vencer por 2-1 al Parma. En su segunda temporada con el club bianconero, obtuvo nuevamente los títulos de la Serie A y la Supercopa de Italia, el primero de ellos con setenta y dos puntos, y el segundo venciendo en la final al Milan por 6-4 en tanda de penales en el Giants Stadium de la ciudad de Nueva Jersey. Mientras que en las semifinales de la Liga de Campeones la Juventus se enfrentó al Real Madrid el primer encuentro terminó con marcador de 2-1 a favor de los españoles, en el encuentro de vuelta la Juventus obtuvo un triunfo por 3-1, en ese encuentro le atajó un tiro penal a Luís Figo.
En la final del torneo disputada contra el Milan en la ciudad de Mánchester, el encuentro se extendió a la tanda de penales donde atajó los tiros de Clarence Seedorf y Kakha Kaladze pero finalmente el partido finalizó con marcador de 3-2 favor de los milanistas. La temporada 2003-04 fue muy irregular para su club, en la liga nacional sumó un total de sesenta y nueve puntos para finalmente ubicarse en la tercera posición, durante esta competición Gianluigi disputó treinta y dos encuentros, en la Copa Italia no llegó a estar presente en ningún partido, sin embargo consiguieron el subcampeonato tras ser derrotados en la final 4-2 por la Lazio. Mientras que en la Liga de Campeones de la UEFA 2003-04 fueron eliminados en los octavos de final por el Deportivo de La Coruña de España.

#### El escándalo de Calciopoli y el regreso a la Serie A
El 14 de agosto de 2005, sufrió una grave lesión en el hombro después de un choque contra Kaká en un partido amistoso ante el A. C. Milan en el Trofeo Luigi Berlusconi, por lo que se vio obligado a estar fuera de las canchas durante tres meses, siendo remplazado por Christian Abbiati quien fue cedido a préstamo por los rossoneros. A finales de noviembre, volvió a la convocatoria de la Juventus para enfrentar a la Fiorentina por la Copa Italia, pero el técnico Fabio Capello prefirió tenerlo en el banco de suplentes mientras se recuperaba totalmente. Su regreso definitivo se dio en enero de 2006 nuevamente contra la Fiorentina en el encuentro de vuelta de la misma competición. A pesar de haber estado ausente durante un largo tiempo obtuvo los títulos de las temporadas 2004-05 y 2005-06, los cuales finalmente fueron revocados al club.

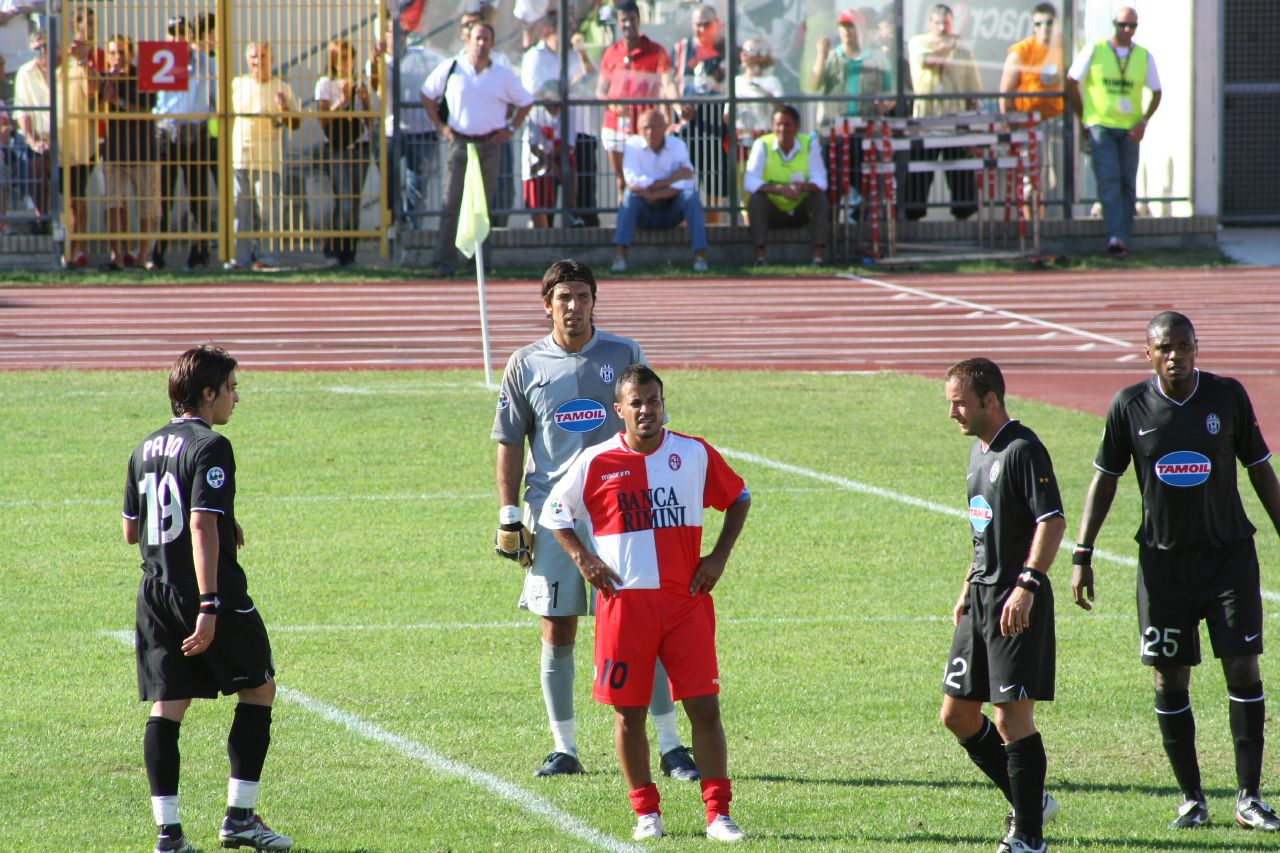
Gianluigi disputando un partido ante el Rimini en la Serie B 2006-07.

Debido al escándalo de manipulación de encuentros la Juventus descendió a la Serie B. Buffon fue uno de los pocos futbolistas que se quedaron en el equipo, junto con Pavel Nedvěd, Alessandro Del Piero, David Trezeguet y Mauro Camoranesi. Durante la permanencia de la Juventus en la Serie B, disputó treinta y siete partidos y recibió veintiún goles, mientras que en la Copa Italia permitió cuatro goles en tres encuentros.
El 18 de noviembre de 2006 en un partido contra el AlbinoLeffe fue expulsado por primera vez en su carrera, Ese mismo mes, como agradecimiento por haber permanecido en el club durante el descenso a la Serie B, la directiva de la Juventus decidió publicar en una página entera de los tres diarios deportivos más importantes de Italia (Tuttosport, La Gazzetta dello Sport y Corriere dello Sport) una nota titulada «Tu camiseta dice quién eres» y más abajo fotografías de Buffon con un mensaje que decía:

La sociedad, compañeros, simpatizantes y socios dan las gracias a Gigi Buffon que sigue siendo y siempre será nuestro número uno.

El 19 de mayo de 2007 la Juventus logró matemáticamente su regreso a la Serie A y renovó su contrato hasta el año 2012. En la temporada 2007-08 le fue otorgado por cuarta vez consecutiva el Oscar del Calcio al Portero del Año en la Serie A y el 10 de marzo de 2008, renovó nuevamente su contrato hasta el año 2013, declarando que quiere ganarlo todo con su club. El 20 de septiembre de 2008, sufrió una lesión de segundo grado en el abductor de su pierna derecha durante el encuentro disputado ante el Cagliari Calcio, por lo que fue baja durante un mes, perdiéndose los partidos de la fase de grupos de la Liga de Campeones de la UEFA 2008-09, una vez recuperado fue convocado por el técnico Marcello Lippi a la selección, sin embargo se resintió de su lesión durante los entrenamientos de la squadra azzurra por lo que permaneció fuera de las canchas durante dos meses más.

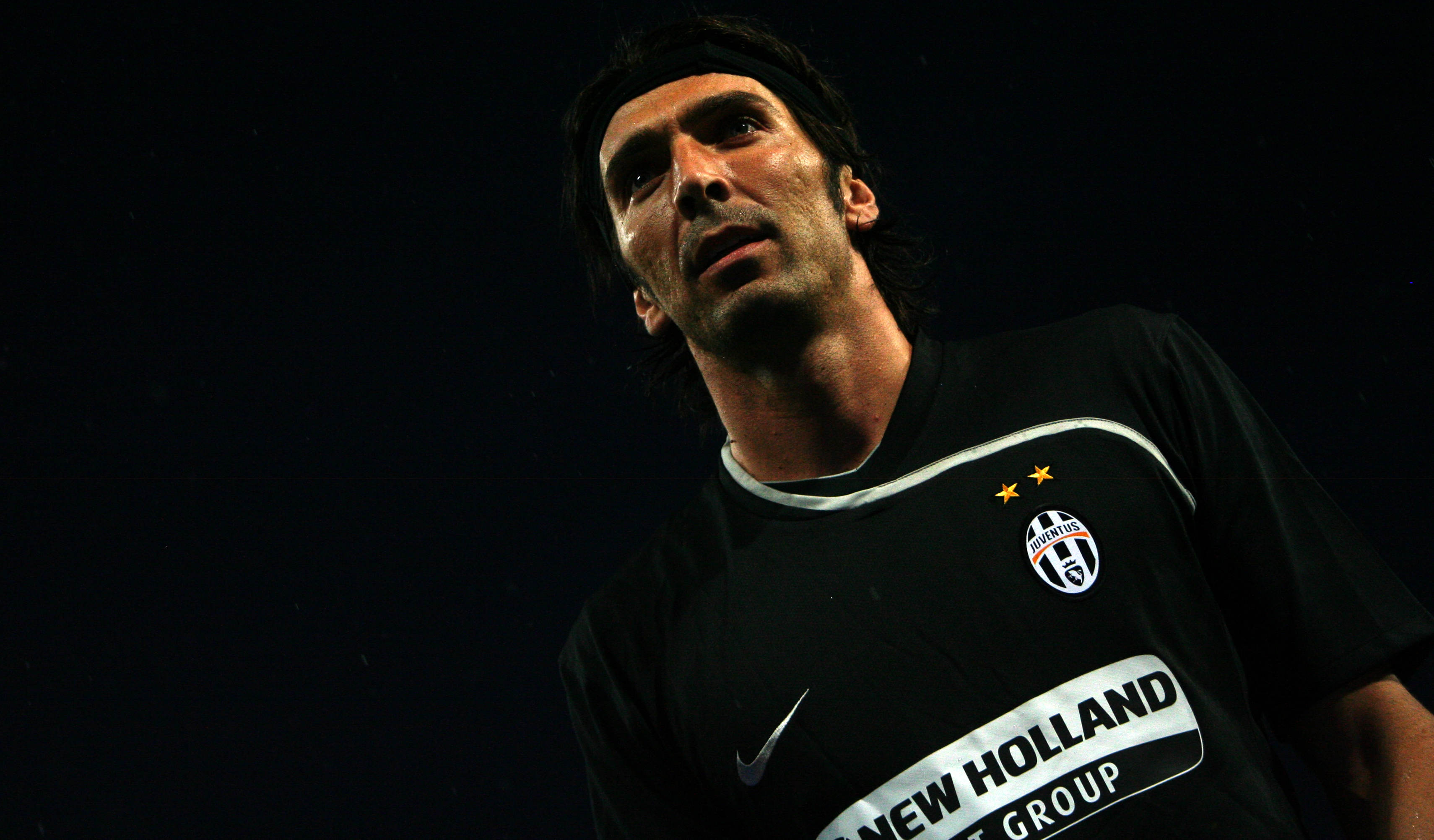
Buffon durante un encuentro amistoso ante el Manchester United en 2008.

Regresó a la Juventus recuperado totalmente el 14 de enero de 2009 para enfrentar al Calcio Catania por los octavos de final de la Copa Italia, el encuentro finalizó con marcador de 3-0 a favor de los bianconeros. En total durante la temporada 2008-2009, recibió veintiséis goles en veintitrés partidos en la liga y obtuvo el subcampeonato con la Juventus. A pesar de haber comenzado la campaña 2009-10 con buen pie padeció una serie de lesiones que le impidieron estar presente en la mayoría de los encuentros disputados por su club.
En octubre de 2009 se supo que había estado jugando con un menisco lesionado desde hace bastante tiempo y que necesitaba ser operado, en febrero de 2010 sufrió una nueva lesión en su muslo, tres meses más tarde se ausentó nuevamente debido a problemas en el tobillo. El club turinés tampoco corrió con buena suerte pues finalizó en la séptima posición en la liga y eliminados de la Copa Italia y de la Liga de Campeones en los cuartos de final y en la fase de grupos respectivamente.
El 4 de julio de 2010, durante la Copa Mundial de Fútbol de 2010 tuvo que someterse a una cirugía debido a una hernia discal y ciática que le comprimía la pierna izquierda. Por tal motivo se perdió la mayor parte de la campaña 2010-11. Regresó a los campos de juego el 3 de enero de 2011 para disputar un encuentro amistoso contra el Lucento (un equipo de la región del Piamonte) que finalizó con victoria para los bianconeros por 5-0. Dos días más tarde fue galardonado como el «Mejor Portero del Mundo de la 1.ª Década del Siglo XXI» por la Federación Internacional de Historia y Estadística de Fútbol. Su regreso definitivo a la competición lo hizo el 13 de enero en la victoria de local por 2-0 sobre el Calcio Catania por los octavos de final de la Copa Italia 2010-11. Cerró su décima temporada en Turín con diecisiete encuentros disputados y misma cantidad de goles recibidos.

#### El heptacampeonato con Conte y Allegri

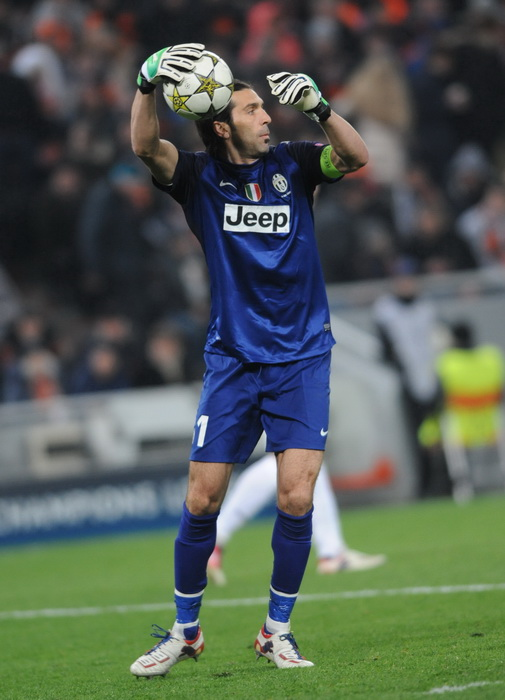
Buffon disputando un encuentro ante el Shajtar Donetsk en 2012.

Durante la temporada 2011-12 obtuvo su tercer título de liga con una fecha de anticipación y de forma invicta, producto de veintitrés victorias y quince empates. Además superó su propio récord de goles encajados, solo permitió dieciséis goles en treinta y cinco apariciones y permaneció durante 568 minutos sin recibir anotaciones. En la Copa Italia 2011-12 no disputó ningún encuentro, aunque consiguieron el subcampeonato tras ser derrotados 2-0 en la final por el Napoli. El 11 de agosto de 2012, Gianluigi levantó su primer trofeo como nuevo capitán de la Juventus, tras la salida de Alessandro Del Piero.
El club bianconero derrotó por marcador de 4-2 al Napoli en la Supercopa de Italia disputada en Pekín. Buffon sufrió una lesión menor y no pudo estar presente en el primer partido de la liga en la temporada 2012-13 ante el Parma el 25 de agosto. Fue reemplazado por Marco Storari y ganaron el partido por 2-0. Regresó a la alineación titular para el próximo encuentro contra el Udinese Calcio en condición de visitante. El 20 de septiembre, en el primer partido de la Liga de Campeones de la UEFA ante el Chelsea, disputó su partido número 400 con la camiseta de la Juventus en todas las competiciones. El encuentro finalizó con empate 2-2.
Dos días después disputó su primer partido de la campaña en el que no permitió goles en contra, su club derrotó al ChievoVerona por 2-0 en el Juventus Stadium. En el mes de octubre fue nominado para el FIFA Balón de Oro 2012 junto con su compañero de equipo Andrea Pirlo. El 5 de diciembre, disputó su encuentro número 100 con la Juventus en competiciones europeas en la victoria por 1-0 ante el Shajtar Donetsk en el Donbass Arena. El 23 de enero de 2013, en una conferencia de prensa conjunta con el presidente Andrea Agnelli, anunció la renovación de su contrato hasta el 30 de junio de 2015. La sociedad turinesa revalidó su título obtenido en la campaña anterior en la Serie A y Buffon terminó la liga una vez más con la defensa menos batida, concediendo solo 19 goles.
En la Copa Italia avanzaron hasta la semifinal mientras que en la Liga de Campeones fueron eliminados en los cuartos de final por el Bayern de Múnich que finalmente resultó campeón de la competición. El 18 de agosto de 2013, Gianluigi inició la temporada 2013-14 logrando el título de la Supercopa de Italia luego de vencer por 4-0 a la Lazio, logrando mantener su arco invicto por primera vez en esta competencia. Tampoco recibió goles en el primer partido de la liga ante la Sampdoria, a la que derrotaron por marcador de 1-0 en condición de visitante. El 24 de noviembre hizo su aparición número 500 en la Serie A. El 6 de diciembre registró su séptimo partido consecutivo y el noveno de la temporada sin encajar goles. Como resultado, mejoró su récord personal anterior de 568 minutos sin encajar un gol en la liga, acumulando 640 minutos. Extendió este récord hasta 730 minutos tras la victoria de la Juventus por 4-0 sobre el Sassuolo.

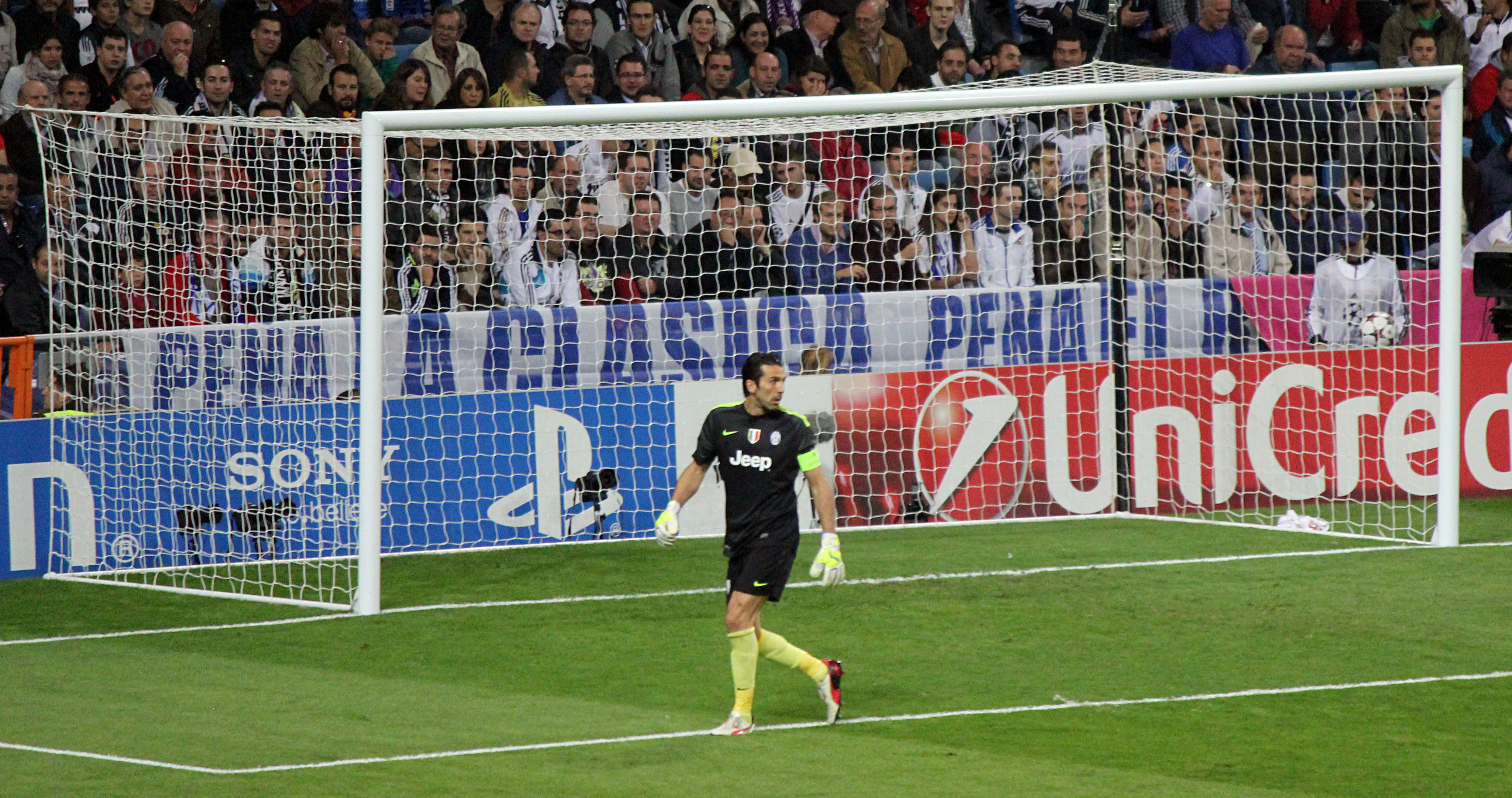
Buffon durante un partido de la Liga de Campeones de la UEFA 2013-14.

Mejoró este registro durante 15 minutos más, pero finalmente fue derrotado por Maximiliano Morález tras marcarle un gol en la derrota de su club (Atalanta) por 4-1. Por sus buenas actuaciones durante todo el año, fue nominado junto con sus compañeros de equipo Giorgio Chiellini, Andrea Pirlo y Arturo Vidal para el FIFA/FIFPro World XI de 2013. Buffon levantó el título de la Serie A, por tercer año consecutivo, capitaneando al equipo a su trigésimo título de liga. Durante la campaña 2013-14, la Juventus logró un récord de 102 puntos, incluyendo un récord en el campeonato de treinta y tres victorias.
La sociedad bianconera también terminó con la mejor defensa de la liga, una vez más, concediendo solo veintitrés goles. Buffon mantuvo su arco invicto en dieciocho partidos de los treinta y tres que disputó en la Serie A y encajó 19 goles. En la Liga de Campeones la Juventus fue eliminada en la fase de grupos, sin embargo avanzaron hasta las semifinales de la Liga Europa de la UEFA. En el verano de 2014, Antonio Conte dejó el club para hacerse cargo de la selección nacional italiana y el exentrenador del Milan, Massimiliano Allegri fue su reemplazante. El debut de Gianluigi con su nuevo técnico en la Serie A se produjo el 30 de agosto de 2014, en la primera jornada de la temporada 2014-15 ante el ChievoVerona, con victoria para su club por 1-0.
El 29 de octubre, hizo su aparición número 500 con la camiseta juventina en la derrota por 1-0 ante el Genoa, convirtiéndose en el cuarto futbolista en alcanzar esta cifra después de Giuseppe Furino, Gaetano Scirea y Alessandro Del Piero. El 20 de noviembre, durante una conferencia de prensa del presidente de la sociedad Andrea Agnelli, se anunció la ampliación de su contrato hasta el 30 de junio de 2017. El 22 de diciembre la Juventus fue derrotada por el Napoli en la Supercopa de Italia 2014 por 8-7 en la tanda de penales, después de un empate 2-2 tras la prórroga. Aunque Buffon hizo varias atajadas durante el partido, y logró detener tres penaltis, no pudo evitar que su equipo perdiera el título.

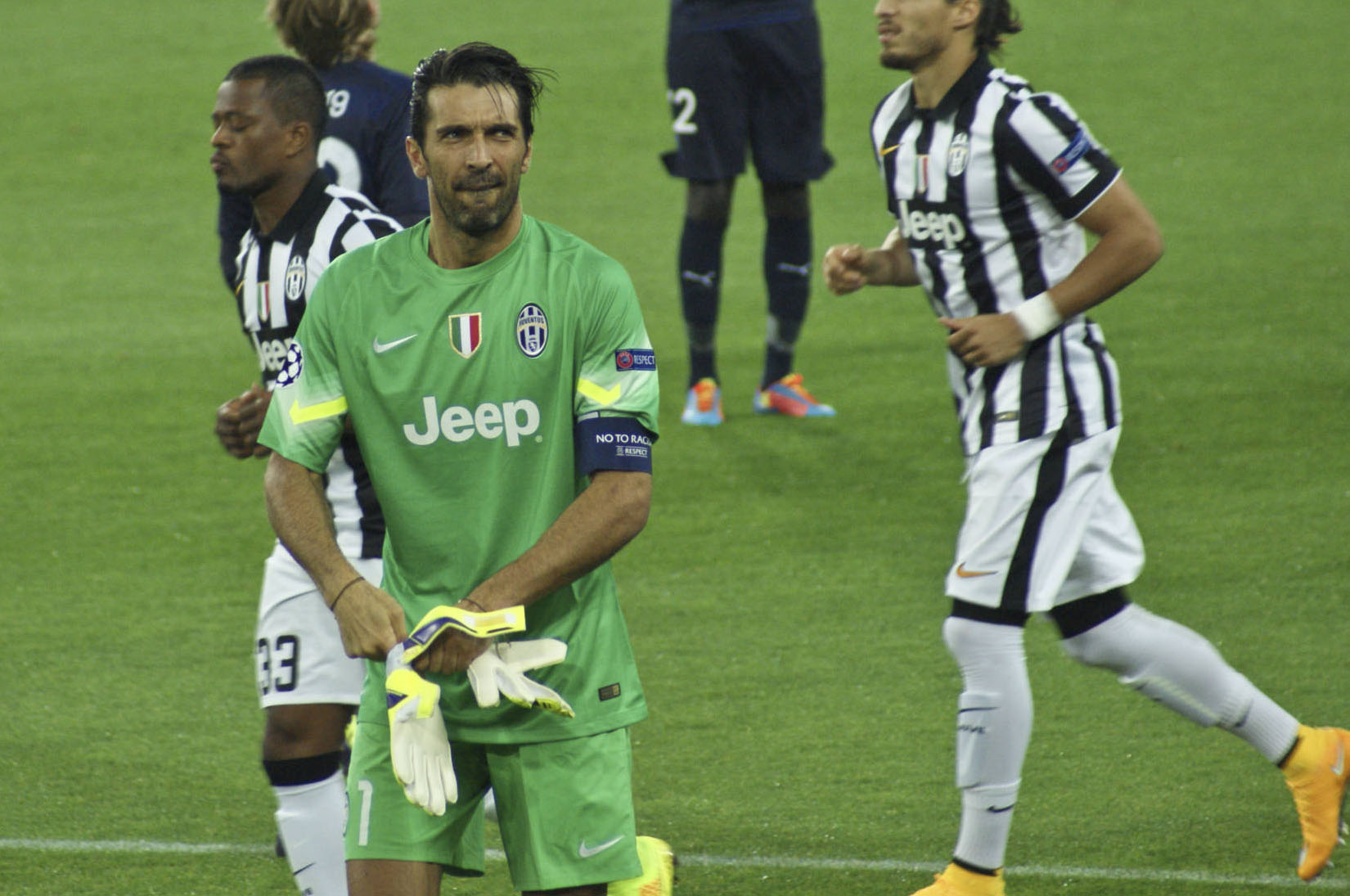
Buffon durante su primer partido de la Liga de Campeones 2014-15.

El 2 de marzo de 2015, igualó a Scirea como el jugador bianconero con la segunda mayor cantidad de apariciones en la Serie A, solo por detrás de Del Piero; finalmente el 14 de marzo lo superó en la victoria por 1-0 sobre el Palermo. El 2 de mayo, se proclamó campeón de la liga venciendo por marcador de 1-0 a la Sampdoria, adjudicándose así su sexto scudetto y el cuarto consecutivo. Tres semanas después, obtuvo su segundo título de la campaña cuando la Juventus derrotó con marcador de 2-1 a la Lazio en el Estadio Olímpico de Roma en la final de la Copa Italia. El 6 de junio, disputó la final de la Liga de Campeones realizada en la ciudad de Berlín, la cual perdieron por 3-1 ante el F. C. Barcelona de España.
El 8 de agosto de 2015, con la victoria por 2-0 sobre Lazio, ganó su quinta Supercopa de Italia con la Juventus y la sexta en su carrera, igualando a Dejan Stanković como el futbolista con más trofeos obtenidos. El 21 de octubre, en el empate 0-0 ante el Borussia Mönchengladbach por la Liga de Campeones de la UEFA, superó a Alessandro Del Piero en el primer lugar del ranking de los futbolistas con más minutos disputados con la camiseta juventina. El 11 de marzo de 2016, después de que su club venció por 1-0 en la liga al Sassuolo, se convirtió en el guardameta con más minutos sin permitir goles en la historia de la Juventus, superando el récord anterior de Dino Zoff.
Finalmente el 20 de marzo durante el derbi de Turín llegó a los 974 minutos sin recibir goles en la Serie A, superando el récord anterior de 929 minutos que poseía Sebastiano Rossi. Consiguió su quinto campeonato consecutivo en la trigésima quinta jornada, gracias a la victoria lograda contra la Fiorentina (2-1 en la que, al final, fue determinante para el resultado atajando un tiro penal de Nikola Kalinić) y la derrota del Napoli 1-0 en su visita a Roma. El 21 de mayo, la vecchia signora obtuvo su undécimo título de Copa Italia ante la Lazio, aunque Buffon no disputó ningún partido de dicha competición.

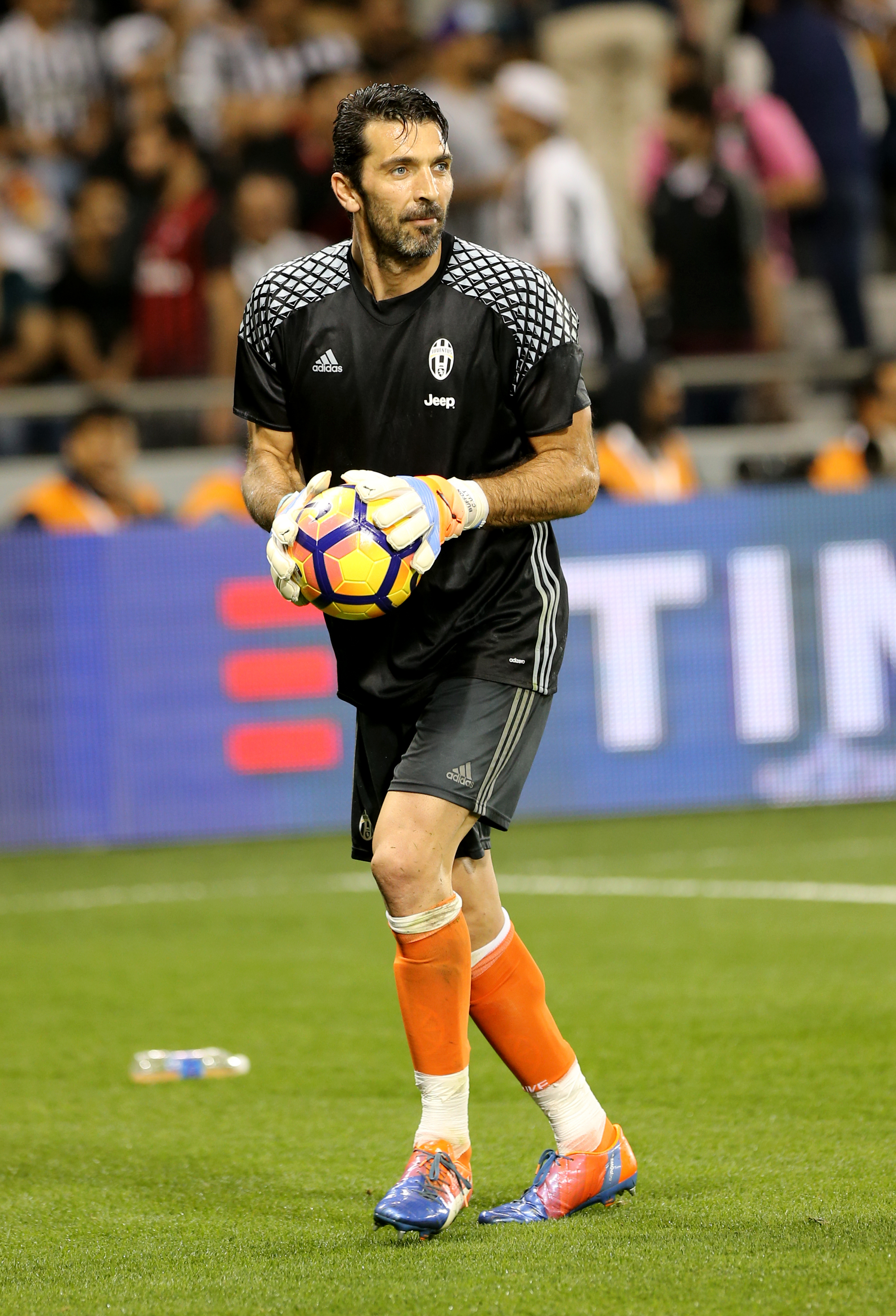
Buffon durante el partido de la Supercopa de Italia 2016 contra el Milan en Doha, Catar.

El 11 de octubre de 2016 Gianluigi fue premiado con el Golden Foot, ese mismo mes la revista France Football lo incluyó entre los 30 candidatos para ganar el Balón de Oro. El 2 de noviembre en el empate en casa ante el Olympique de Lyon (1-1), alcanzó los 100 partidos en la Liga de Campeones de la UEFA (sin incluir los partidos disputados en las rondas preliminares). Cuatro días después en la victoria por 2-1 ante el ChievoVerona llegó a la cifra de 600 apariciones en la Serie A. El 21 de noviembre, fue nominado para el equipo del año UEFA por novena vez en su carrera, convirtiéndose en el guardameta con más nominaciones, junto a Iker Casillas.
El 1 de diciembre fue nominado para el FIFA/FIFPro World XI, siendo el único jugador, junto a Cristiano Ronaldo, en ser incluido en la lista cada año desde su creación en 2005. El 5 de enero de 2017 fue nombrado miembro del equipo del año UEFA 2016, convirtiéndose en el futbolista de más edad que haya sido incluido en este reconocimiento. El 17 de febrero hizo su 443.ª aparición en la Serie A con la Juventus en la victoria por 4-1 sobre Palermo, igualando a Giampiero Boniperti como el segundo jugador con más presencias en esta competición, detrás de Del Piero. El 8 de abril de 2017 en el partido de vuelta contra el Chievo disputó su partido 616, superando a Javier Zanetti en el segundo lugar de la clasificación de los jugadores con más partidos en la liga italiana.
El 17 de mayo, los bianconeros consiguieron su duodécima Copa Italia luego de vencer en la final a la Lazio por 2-0, Buffon fue suplente y no ingresó al campo de juego. Cuatro días más tarde la Juventus obtuvo su sexto campeonato consecutivo de la liga luego de vencer por 3-0 al Crotone, estableciendo un récord histórico de triunfos sucesivos en la competición. Con su octavo título personal de la Serie A, Buffon igualó a Virginio Rosetta, Giovanni Ferrari y Giuseppe Furino como el jugador con más títulos de la liga italiana. El 3 de junio de 2017, la Juventus disputó su segunda final de la Liga de Campeones en tres años, y la tercera final para Buffon, pero fueron derrotadas por 4-1 por el campeón defensor Real Madrid.
En la temporada de 2017-18, obtuvo los títulos de la Serie A y de la Copa Italia. En el partido de cuartos de final de Liga de Campeones 2017-18 ante el Real Madrid, la Juventus ganando el partido 0-3 con un global de 3-3, se pitó penalti a favor del Real Madrid; Buffon protestó al árbitro y fue expulsado. Finalmente Cristiano Ronaldo convirtió el penalti y clasificó al Madrid a las semifinales. Al final de la campaña, anunció su marcha de la Juventus; su último partido lo disputó ante el Hellas Verona en el Juventus Stadium, salió en el minuto 63, fue ovacionado y hasta le hicieron el pasillo, ganando el campeonato y obteniendo su noveno título de liga, convirtiéndose en el jugador con más títulos obtenidos en la historia del club con 19.

### Paris Saint-Germain

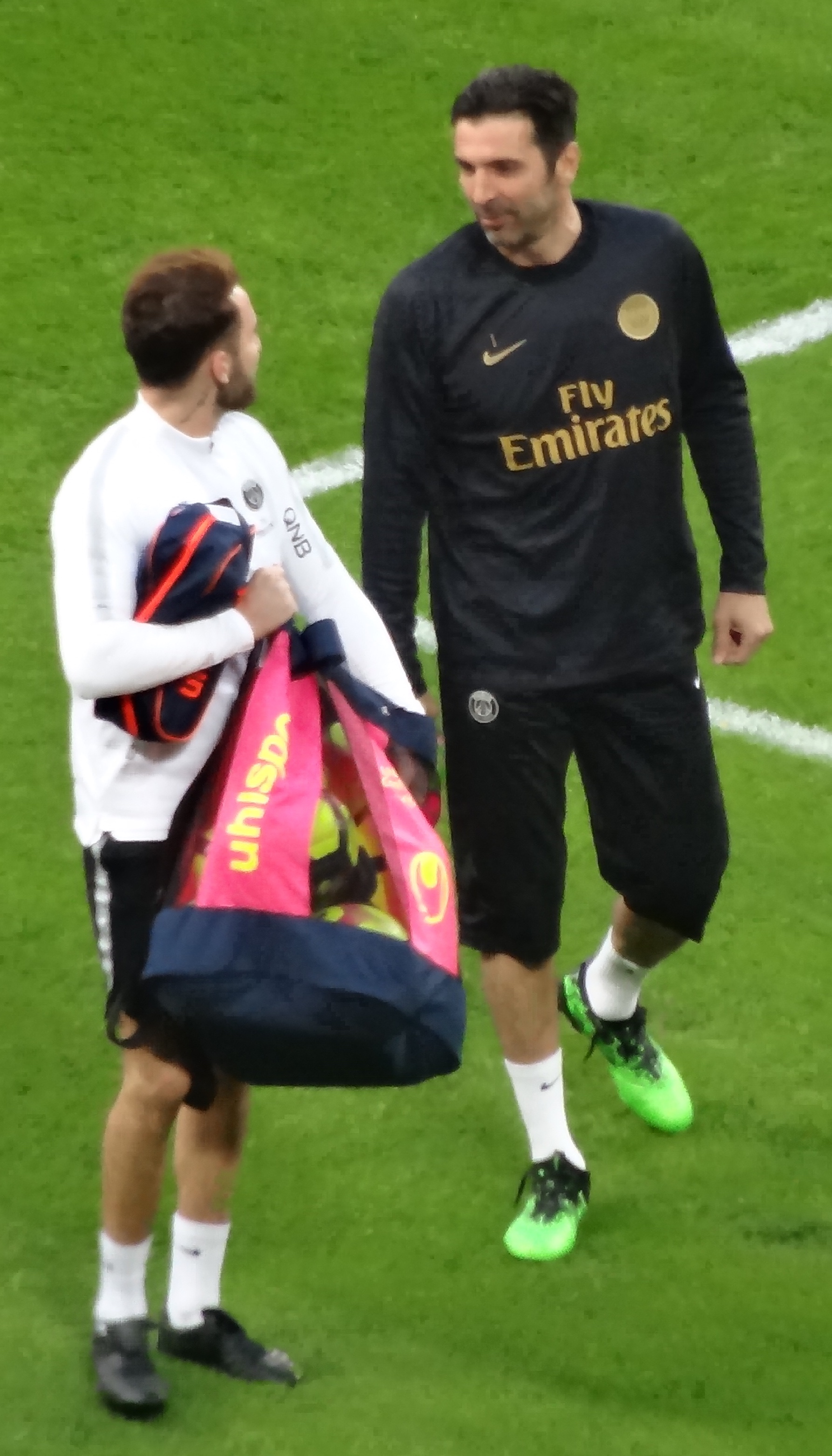
Buffon durante su experiencia con el Paris Saint-Germain.

El 6 de julio de 2018, a los 40 años, fue contratado sin ningún costo por el club francés Paris Saint-Germain. Durante la temporada alternó con el otro portero, el francés Alphonse Areola. Debutó oficialmente con la camiseta parisina el 4 de agosto de 2018 en la Supercopa de Francia, derrotando al Monaco por 4-0; dos días más tarde debutó en la Liga de Campeones con los parisinos, en el partido de visitante ante el Napoli (1-1), tras haber cumplido las tres fechas de suspensión que le impuso la UEFA tras las declaraciones al final del partido Real Madrid-Juventus del 11 de abril.
Un error cometido por él mismo contribuyó a la eliminación de los parisinos de la competición continental, en octavos de final, a manos del Manchester United que ganó el partido de vuelta 3-1 en el Parque de los Príncipes, volteando el 0-2 de la ida. Durante esa misma temporada disputó un total de diecisiete partidos en la liga, recibiendo dieciocho goles en contra. El Paris Saint-Germain realizó una buena campaña que le alcanzó para obtener el campeonato con noventa y un puntos, dieciséis más que el Lille que finalizó en la segunda posición.

### Retorno a la Juventus Football Club
Al final de la temporada, Buffon, que se encontraba con su contrato por vencer, anunció la decisión de no continuar en el club francés y, una vez liberado, el 4 de julio de 2019 regresó a la Juventus después de tan solo un año. A su llegada, Wojciech Szczęsny le ofreció la camiseta número 1 y Giorgio Chiellini la cinta de capitán, pero él las rechazó. En cambio, eligió usar el número 77; el mismo número que usó durante su última temporada en Parma, antes de unirse a la Juventus en 2001. Hizo su primera aparición desde su regreso al club bianconero el 21 de septiembre, en la victoria en casa por 2-1 ante el Hellas Verona en la Serie A; esta fue su aparición número 902 en clubes, igualando el récord de Paolo Maldini como el jugador italiano con más presencias en clubes. El 28 de septiembre siguiente, superó a Maldini con su partido número 903 en la victoria en casa por 2-0 sobre el S.P.A.L.

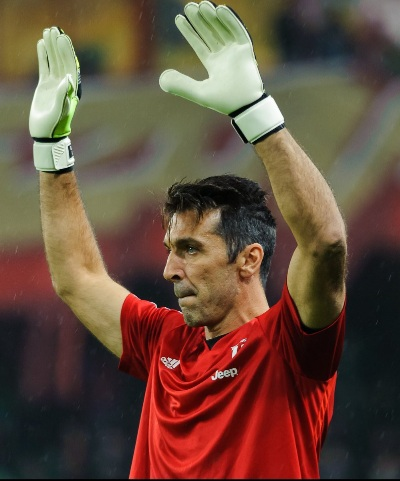
Buffon durante su segunda etapa con la Juventus.

El 30 de octubre, disputó su partido número 513 en la liga con la Juventus (incluidos los partidos de la Serie B) en la victoria por 2-1 sobre el Genoa en el Juventus Stadium, igualando a Alessandro Del Piero como el jugador con más presencias en la liga en la historia del club. El 12 de noviembre, jugando el partido de la Liga de Campeones contra el Bayer Leverkusen a la edad de 41 años, 10 meses y 13 días, se convirtió en el segundo futbolista de mayor edad en participar en esa competición, solo por detrás de Marco Ballotta. El 15 de diciembre, hizo su aparición número 700 en la liga italiana en la victoria en casa por 3-1 sobre el Udinese; durante ese mismo partido, también hizo su aparición número 478 en la Serie A con la Juventus, igualando a Del Piero como el jugador con más apariciones en la competencia para el club turinés.
El 18 de diciembre, en la victoria a domicilio por 2-1 sobre la Sampdoria, Buffon jugó su partido número 479 en la Serie A con la Juventus, superando el récord de presencias de Del Piero para el club en la máxima categoría italiana, además de hacer su aparición 647 en la Serie A en general, empatando a Maldini como el jugador con más apariciones en la competición. El 17 de junio disputó la final de la Copa Italia contra el Napoli, manteniendo la portería a cero y haciendo una serie de paradas en el tiempo de descuento para mantener el marcador empatado 0-0; sin embargo, la Juventus sufrió una derrota por 4-2 en la tanda de penales, y Buffon no pudo detener ningún tiro penal.
El 4 de julio, hizo su aparición número 648 en la Serie A en la victoria en casa por 4-1 sobre el Torino, superando a Maldini como el jugador con más partidos en la historia de la competición, también se convirtió en el futbolista con más partidos disputados entre las cinco principales ligas de Europa, con 665 apariciones, incluidas sus 17 presentaciones en la Ligue 1 con el Paris Saint-Germain durante la temporada 2018-19. El 17 de octubre, hizo su primera aparición en la temporada 2020-21, en el empate 1-1 contra Crotone. El 8 de diciembre, mantuvo la portería a cero al detener siete tiros, todos ellos realizados por Lionel Messi, en la victoria por 3-0 sobre el Barcelona en el último partido de la fase de grupos de la Liga de Campeones 2020-21, convirtiéndose en el primer guardameta en mantener su portería a cero en dicha competición en cuatro décadas diferentes. Los siete tiros a puerta de Messi también fueron los más registrados sin marcar en la Liga de Campeones desde la edición 2002-03.
El 11 de mayo de 2021, Buffon anunció que dejaría la Juventus al final de la temporada. Al día siguiente, detuvo un penalti a Domenico Berardi en la victoria por 3-1 ante el Sassuolo, convirtiéndose en el portero de la Serie A más longevo en hacerlo a la edad de 43 años y 103 días. El 19 de mayo, fue titular en la victoria por 2-1 de la Juventus sobre el Atalanta en la final de la Coppa Italia, su última y 685.ª aparición con el club; después del partido, se le otorgó el honor de levantar el trofeo, el sexto de su carrera, igualando a Roberto Mancini como el futbolista con el mayor número de títulos en esta competición.

### Retorno al Parma Calcio
El 17 de junio de 2021, luego de varios días de especulaciones tras su salida de la Juventus, el recién descendido Parma Calcio anunció el regreso de Buffon a través de un breve vídeo publicado en la cuenta oficial de Twitter del club. El 20 de agosto, 7369 días después de su último partido con los emilianos, hizo su segundo debut en el empate 2:2 contra el Frosinone. El 19 de noviembre siguiente, con motivo del aniversario de su primer debut con la camiseta del Parma, se le celebró con una reproducción moderna de la camiseta utilizada en aquel partido, vistiéndola para el partido contra el Cosenza el 21 de noviembre. El 5 de febrero de 2022, tras un empate a domicilio contra el Benevento, Buffon se convirtió en el primer guardameta de la historia del fútbol en dejar su portería a cero en 500 ocasiones (322 con la Juventus, 92 con el Parma, 9 con el Paris Saint-Germain y 77 con Italia). El 28 de febrero renovó su contrato con el club hasta 2024. Terminó la temporada con 27 goles encajados en 26 partidos. El 2 de agosto de 2023 se anunció su retirada del fútbol a sus 45 años.

## Selección nacional

### Selecciones juveniles
Inició su participación en la selección italiana con la categoría sub-16, en la cual disputó tres encuentros y recibió dos goles. Entre 1994 y 1995 alternó entre las selecciones sub-17 y sub-18. El 20 de diciembre de 1995, cuando aún militaba en el Parma debutó con la selección sub-21 en un encuentro amistoso ante Bulgaria que finalizó con marcador de 2-0 a favor de los italianos. Formó parte de la plantilla que obtuvo el título de la Eurocopa Sub-21 en 1996, en total disputó once encuentros y permitió siete goles. Con la selección sub-23 participó en los Juegos Olímpicos de Atlanta 1996.

### Selección absoluta

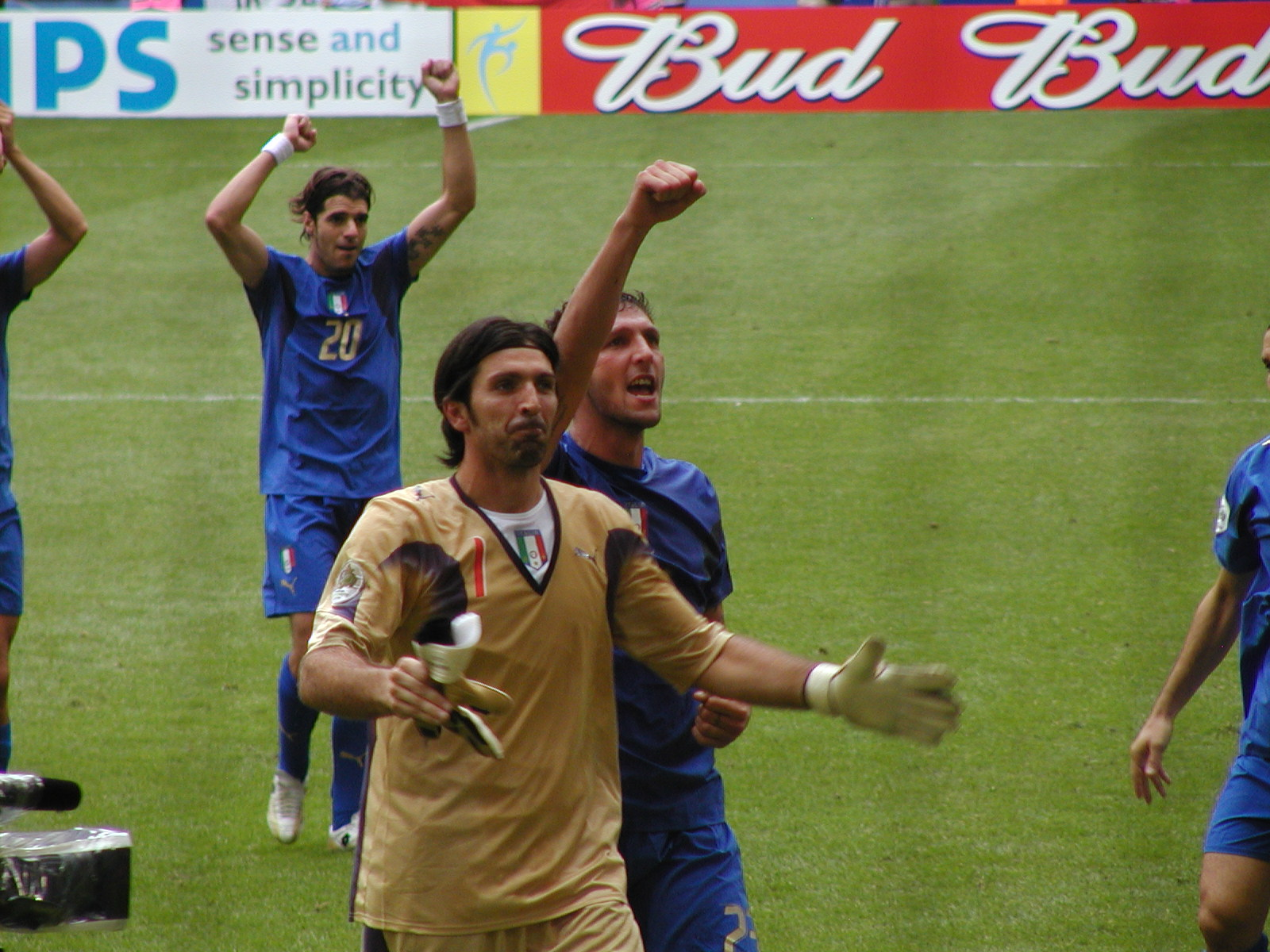
Gianluigi Buffon celebrando con sus compañeros de la selección durante el Mundial 2006.

Con la selección absoluta fue internacional en 176 ocasiones y ha recibido 146 goles en contra, lo que le convierte en el futbolista con la mayor cantidad de presentaciones con la selección italiana. Debutó el 29 de octubre de 1997, en un encuentro válido por las eliminatorias para la Copa Mundial de Fútbol de 1998 ante la selección de Rusia que finalizó con marcador de 1-1 de visitante. Pagliuca el portero titular azzurro, se había lesionado unas semanas antes de los decisivos partidos de play off ante Rusia y el entrenador Maldini convocó a la joven promesa del arco italiano con solo 19 años, Buffon estuvo ágil y seguro ante los rusos tanto de visitante como de local. Tras lograr la clasificación fue convocado por el entrenador Cesare Maldini para participar en el mundial disputado en Francia, aunque no llegó a disputar ningún encuentro.
Debido a una fractura sufrida en su mano no pudo estar presente en la Eurocopa 2000. En la Copa Mundial de Fútbol de 2002 disputó cuatro encuentros y recibió cinco goles (tres de ellos en la primera fase y los otros dos en los polémicos octavos de final ante Corea del Sur). Fue nuevamente convocado para las eliminatorias de la Eurocopa 2004, permitiendo cuatro goles en ocho encuentros. En la Euro, disputó los tres encuentros de la primera fase de titular, aunque Italia no avanzó a la siguiente ronda tras haber culminado en el tercer lugar de su grupo con tan solo cinco puntos.
En la Copa Mundial de Fútbol de 2006, Italia integró el grupo E junto con las selecciones de Ghana, Estados Unidos y República Checa. En el primer encuentro, disputado el 12 de junio vencieron por 2-0 a los africanos, luego empataron 1-1 ante los Estados Unidos, y seguidamente derrotaron por marcador de 2-0 a la República Checa. Finalmente la squadra azzurra se proclamó campeona del mundo luego de superar por 5-3 en tanda de penales a la selección de Francia en la final. Debido a su excelente participación en el mundial fue galardonado con el Premio Lev Yashin, la distinción que recompensa al mejor guardameta de la Copa Mundial de Fútbol. Buffon se mantuvo invicto durante 470 minutos, solo recibió dos goles durante todo el torneo, uno en propia meta en el encuentro de la primera fase contra Estados Unidos, y el otro de penal en la final.

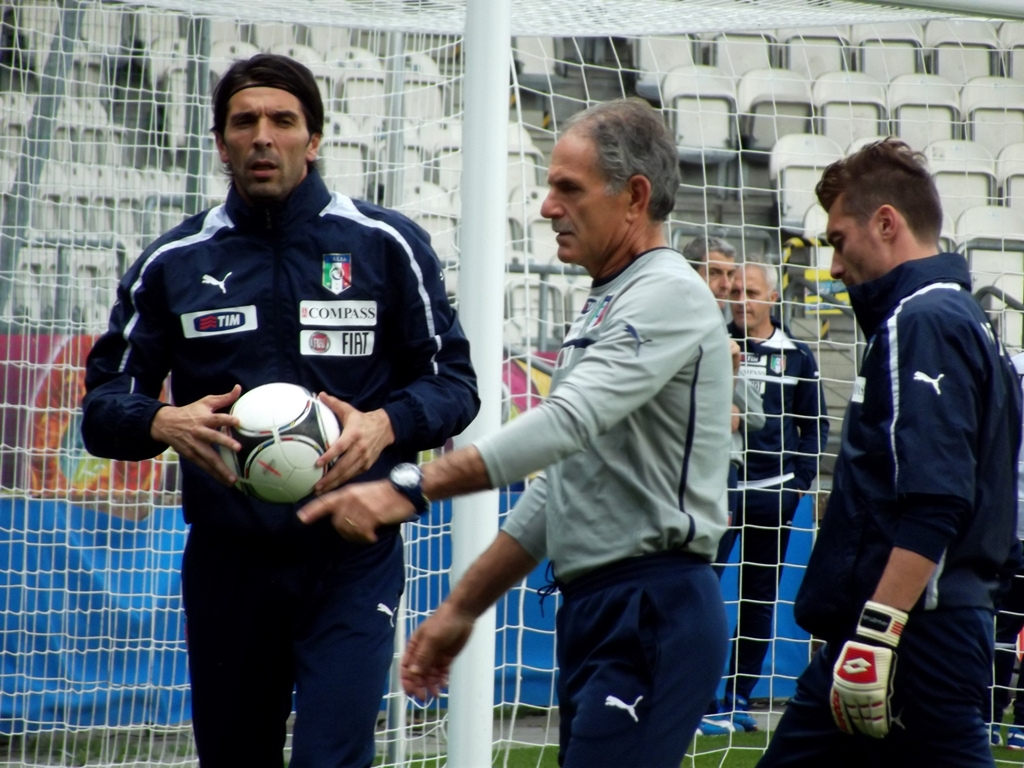
Buffon junto con su compañero de selección Morgan De Sanctis.

Fue convocado nuevamente a la selección para disputar la Eurocopa 2008, siendo elegido como capitán debido a una lesión sufrida por Fabio Cannavaro en los entrenamientos en la víspera de la competición. Durante el torneo recibió cuatro goles en contra en mismo número de encuentros. En junio de 2009 participó en la Copa FIFA Confederaciones 2009, siendo eliminados en la primera ronda tras una victoria sobre Estados Unidos por 3-1, y dos derrotas ante Egipto y Brasil por 1-0 y 3-0 respectivamente. Gianluigi Buffon ha afirmado que quiere seguir disputando encuentros con su selección hasta la Copa Mundial de Fútbol de 2018.
El 1 de junio de 2010 fue seleccionado por Marcello Lippi para disputar la Copa Mundial de Fútbol de 2010. El 14 de junio, durante el primer encuentro del grupo F entre su selección y la de Paraguay sufrió una lesión en su espalda debido a un problema en el nervio ciático, por lo que se vio obligado a abandonar el campo de juego al finalizar el primer tiempo, siendo sustituido por Federico Marchetti quien fue alineado como titular en los dos siguientes encuentros tras la eliminación de la escuadra italiana en la primera fase con tan solo dos puntos.

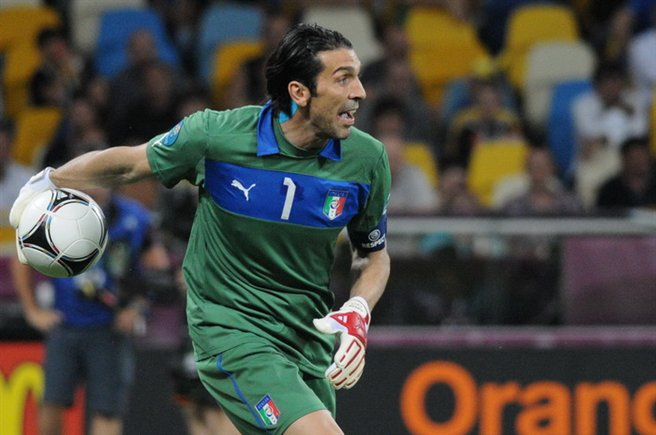
Gianluigi en la Eurocopa 2012.

Durante la clasificación para la Eurocopa 2012 la selección italiana finalizó en el primer lugar de su grupo con veintiséis puntos gracias a ocho victorias y dos empates. Buffon estuvo presente en seis de los diez encuentros que disputó su selección y solo permitió dos goles en contra. Italia formó parte del grupo C junto con los seleccionados de España, Croacia e Irlanda. En los dos primeros encuentros empataron 1-1 con los españoles y con los croatas, y luego derrotaron por marcador de 2-0 a Irlanda. En los cuartos de final Italia se enfrentó a Inglaterra venciéndolos por 4-2 en tanda de penales. En las semifinales derrotaron por 2-1 a Alemania mientras que en la final ante España el encuentro finalizó 4-0 a favor de los españoles. Obteniendo así los italianos el subcampeonato del torneo.
El 3 de junio de 2013 fue incluido por Cesare Prandelli en la lista de los veintitrés futbolistas convocados para la Copa Confederaciones 2013. Buffon estuvo presente en todos los partidos que disputó su selección. Durante la fase de grupos la squadra azzurra sumó seis puntos gracias a las victorias sobre México por 2-1 y Japón por 4-3, lo que les permitió avanzar a las semifinales donde fueron derrotados por la selección de España por 7-6 en tiros desde el punto penal. Finalmente el conjunto italiano derrotó a Uruguay por 3-2 en tanda de penales y ocupó el tercer lugar.
El 13 de mayo de 2014 el entrenador de la selección italiana, Cesare Prandelli, lo incluyó en la nómina preliminar de 30 jugadores convocados para la Copa Mundial de Fútbol de 2014. Fue confirmado en la lista definitiva de 23 jugadores el 1 de junio. No obstante, Buffon no jugó el primer partido del torneo frente a Inglaterra debido a una lesión en su tobillo. La presencia de Buffon en Brasil supone su quinta participación en mundiales, lo cual lo sitúa como el jugador con más participaciones en dicha competición, junto con los mexicanos Antonio Carbajal y Rafael Márquez y el alemán Lothar Matthäus.
El 6 de septiembre de 2015 (con la dirección técnica de Antonio Conte, que reemplazó a Prandelli) Buffon disputó su partido número 150 con la camiseta de su seleccionado nacional, enfrentando a Bulgaria en un encuentro por la clasificación para la Eurocopa 2016. El 31 de mayo de 2016 fue convocado por Conte para que disputara su cuarta Eurocopa. El estreno del equipo italiano en el torneo continental se produjo el 13 de junio derrotando por 2-0 a Bélgica en el Stade des Lumières de la ciudad de Lyon. Fue titular y capitán en todos los partidos que disputó Italia y a pesar de que tuvo una gran presentación, fueron eliminados en los cuartos de final por Alemania en tanda de penales.
El 13 de noviembre de 2017, disputó el partido de repesca contra Suecia en las clasificatorias europeas para la Copa Mundial de Fútbol de 2018, donde su selección cayó 1-0 en el partido de ida y empató sin goles en el de vuelta, quedándose Italia fuera del mundial por primera vez desde el Mundial de Suecia 1958, privando al portero italiano de la posibilidad de disputar su sexto Mundial y convertirse en el único jugador en conseguirlo. Tras el encuentro, habló de retirarse de la selección. Disputó su último partido con la selección absoluta el 23 de marzo de 2018 en un encuentro amistoso en el que su selección cayó 0-2 ante Argentina.

#### Participaciones en Copas del Mundo
| Mundial                        | Sede                  | Resultado        |
| ------------------------------ | --------------------- | ---------------- |
| Copa Mundial de Fútbol de 1998 | Francia               | Cuartos de final |
| Copa Mundial de Fútbol de 2002 | Corea del Sur y Japón | Octavos de final |
| Copa Mundial de Fútbol de 2006 | Alemania              | Campeón          |
| Copa Mundial de Fútbol de 2010 | Sudáfrica             | Primera fase     |
| Copa Mundial de Fútbol de 2014 | Brasil                | Primera fase     |

#### Participaciones en Eurocopas
| Eurocopa                | Sede              | Resultado        |
| ----------------------- | ----------------- | ---------------- |
| Eurocopa Sub-16 de 1993 | Turquía           | Subcampeón       |
| Eurocopa Sub-18 de 1995 | Grecia            | Subcampeón       |
| Eurocopa Sub-21 de 1996 | España            | Campeón          |
| Eurocopa 2004           | Portugal          | Primera fase     |
| Eurocopa 2008           | Austria y Suiza   | Cuartos de final |
| Eurocopa 2012           | Polonia y Ucrania | Subcampeón       |
| Eurocopa 2016           | Francia           | Cuartos de final |

#### Participaciones en Copas Confederaciones
| Copa                      | Sede      | Resultado     |
| ------------------------- | --------- | ------------- |
| Copa Confederaciones 2009 | Sudáfrica | Primera fase  |
| Copa Confederaciones 2013 | Brasil    | Tercer puesto |

## Perfil

### Estilo de juego
Desde que surgió como un talento precoz en su juventud, Buffon ha sido reconocido por sus consistentes actuaciones a lo largo de su carrera, y ha recibido elogios de directores técnicos, jugadores, así como de colegas guardametas actuales y antiguos, por su concentración y serenidad bajo presión, así como por su ritmo de trabajo y su longevidad. Considerado como uno de los mejores jugadores de la historia en su posición, a menudo se le considera el arquetipo del portero moderno, y ha sido citado por muchos otros porteros posteriores como una gran influencia y un modelo a seguir. Se le ha descrito como «un portero ágil, fuerte y dominante, con gran experiencia al más alto nivel» y «un portero consumado y respetado» con un «excelente sentido de la posición, coraje, potencia y clase». Buffon ha sido elogiado por su atletismo, sus «extraordinarias paradas», sus acrobáticas zambullidas y sus rápidos reflejos, así como por su capacidad para realizar paradas decisivas, a pesar de ser un portero alto, grande y físicamente imponente. Aunque a veces se le ha criticado por no ser especialmente hábil a la hora de detener penaltis, también ha demostrado ser eficaz en este ámbito, como demuestra su récord de paradas de penaltis; con dieciséis paradas, es el quinto portero que más penaltis ha detenido en la historia de la Serie A, junto con Giuseppe Moro.
En su mejor momento, Buffon era un portero talentoso, completo, valiente, agresivo y a menudo instintivo y frenético, que era reconocido por su velocidad, destreza y anticipación al salir de su línea en situaciones de uno contra uno, así como por su confianza, técnica de portero, reacciones y capacidad para llegar al suelo rápidamente para recoger, parar o incluso disputar el balón con los pies. Cuando jugaba en equipos con líneas defensivas altas y un sistema de marcaje por zonas, a menudo jugaba como portero líbero, saliendo con frecuencia de su área para despejar el balón o enfrentarse a rivales que habían superado la trampa del fuera de juego. También era muy apreciado por su manejo, su habilidad aérea y su dominio del área en los balones altos; sin embargo, a lo largo de su carrera, ha sido acusado ocasionalmente por los expertos de ser demasiado cauto en los centros y de no salir siempre a recogerlos, y también ha sido criticado por preferir a veces despejar el balón hacia sus compañeros en lugar de retenerlo. Aunque no es tan hábil con el balón en los pies como la nueva generación de porteros que surgió en su carrera posterior, Buffon también posee un buen juego de pies, así como una distribución fiable, lo que le ha permitido adaptarse a los sistemas más contemporáneos, que requieren que los porteros jueguen con los pies con más frecuencia y participen en la construcción de las jugadas; su seguridad en la posesión del balón le permite jugarlo desde el fondo en el suelo hacia sus defensores e iniciar rápidos contraataques, o encontrar a sus compañeros más arriba o en la banda con saques más profundos con su pie derecho. En su juventud, su habilidad con el balón le llevó incluso a enfrentarse a los adversarios, cuando era presionado por los delanteros en carrera.
Tras sufrir una serie de lesiones entre 2008 y 2010, Buffon adaptó eficazmente su estilo de portería a los efectos físicos del envejecimiento, al tiempo que modificó su dieta y su régimen de entrenamiento, y como resultado, se ha convertido en un portero menos espectacular, pero más eficiente, tranquilo y reflexivo; a pesar de haber perdido parte de su fuerza física, su explosividad, su velocidad y su movilidad, ha seguido destacando al más alto nivel gracias a la regularidad de sus actuaciones, así como a su colocación entre los tres palos, su inteligencia táctica, su toma de decisiones y su capacidad para leer el juego y organizar su defensa. A diferencia de su estilo de portero en sus inicios, Buffon ha preferido a menudo situarse en zonas más profundas en su carrera, más cerca de su línea, en particular en situaciones de uno contra uno, con el fin de aumentar la distancia entre él y su oponente, dándose más tiempo para evaluar situaciones y parar el balón. Además de sus habilidades como portero, Buffon ha sido destacado por su carisma, su fuerte mentalidad, su disciplina en los entrenamientos, su presencia vocal en la portería y su liderazgo, y ha sido descrito como «una personalidad clave en el vestuario».

### Legado
Buffon es considerado por jugadores, expertos y directivos como uno de los mejores porteros de todos los tiempos, y por algunos en este deporte como el mejor de todos los tiempos. En la introducción de su autobiografía de 2008, Numero 1, Roberto Perrone lo describe como «uno de los mejores porteros del mundo»: «el mejor portero del mundo, uno de los cuatro o cinco que siempre perdurarán en la memoria del fútbol mundial». En 2012, fue elegido el vigésimo mejor futbolista del mundo por The Guardian, quedando como el segundo portero mejor clasificado, por detrás de Iker Casillas. El 2 de septiembre de 2014, fue galardonado con el Premio Nereo Rocco, que se otorga a un futbolista en reconocimiento a su trayectoria. En 2015, France Football lo calificó como uno de los diez mejores futbolistas del mundo mayores de 36 años. En 2016, fue nombrado el mejor portero de la historia por la misma revista. Ese mismo año, también fue nombrado el mejor portero de todos los tiempos de la Liga de Campeones de la UEFA en una encuesta oficial realizada por la UEFA en línea en su cuenta de Twitter. En 2015, la UEFA lo clasificó como el tercer mejor jugador de la historia que no había ganado la Liga de Campeones de la UEFA, mientras que en 2019, FourFourTwo situó a Buffon en el segundo lugar, solo por detrás de Ronaldo, en su lista de «Los 25 mejores jugadores que nunca han ganado la Liga de Campeones». En mayo de 2020, Sky Sports lo clasificó como el cuarto mejor jugador de la historia que no ha ganado la Liga de Campeones o la Copa de Europa, y también fue votado como el «mejor portero de la historia» por los usuarios de Eurosport.com.

### Equipamiento
Aunque cuando empezó su carrera era más habitual que los porteros llevaran camisetas de manga larga, Buffon siempre se ha caracterizado por llevar mangas cortas durante toda su carrera, incluso durante los meses de invierno; cuando le preguntaron en una entrevista de 2017 en FourFourTwo por qué prefería llevar mangas cortas, comentó: «Realmente no sé por qué. Simplemente es algo que siempre he hecho, desde que empecé a jugar en la portería. Siempre me he sentido bien. Y ahora mira: muchos porteros lo hacen. He iniciado una moda». Cuando se le preguntó de nuevo por su atuendo de portero en una entrevista de 2018 en la revista Sports et Style de L'Équipe, declaró que primero cortó las mangas de su uniforme de portero cuando era joven, «por comodidad y para sentirse más cómodo», añadiendo también que «siente más cuando el balón toca [sus] antebrazos».

## Estadísticas

### Clubes
| Parma A. C. · Italia              |               |               |      |      |     |     |      |      |      |      |
| 1.ª                               | 1995-96       | 9             | -6   | 0    | 0   | 0   | 0    | 9    | -6   |      |
| 1.ª                               | 1996-97       | 27            | -17  | 0    | 0   | 1   | -2   | 28   | -19  |      |
| 1.ª                               | 1997-98       | 32            | -33  | 6    | -7  | 8   | -6   | 46   | -46  |      |
| 1.ª                               | 1998-99       | 34            | -36  | 6    | -4  | 11  | -10  | 51   | -50  |      |
| 1.ª                               | 1999-00       | 33            | -39  | 1    | -1  | 9   | -9   | 43   | -49  |      |
| 1.ª                               | 2000-01       | 34            | -31  | 2    | -2  | 7   | -7   | 43   | -40  |      |
| Total club                        | Total club    | 169           | -162 | 15   | -14 | 36  | -34  | 220  | -210 |      |
| Juventus de Turín · Italia        |               |               |      |      |     |     |      |      |      |      |
| 1.ª                               | 2001-02       | 34            | -23  | 1    | -1  | 10  | -12  | 45   | -36  |      |
| 1.ª                               | 2002-03       | 32            | -23  | 1    | -1  | 15  | -16  | 48   | -40  |      |
| 1.ª                               | 2003-04       | 32            | -41  | 1    | -1  | 6   | -6   | 39   | -48  |      |
| 1.ª                               | 2004-05       | 37            | -23  | 0    | 0   | 11  | -6   | 48   | -29  |      |
| 1.ª                               | 2005-06       | 18            | -12  | 2    | -3  | 4   | -6   | 24   | -21  |      |
| 2.ª                               | 2006-07       | 37            | -16  | 3    | -3  | 0   | 0    | 40   | -25  |      |
| 1.ª                               | 2007-08       | 34            | -30  | 1    | -1  | 0   | 0    | 35   | -31  |      |
| 1.ª                               | 2008-09       | 23            | -26  | 2    | -2  | 5   | -4   | 30   | -32  |      |
| 1.ª                               | 2009-10       | 27            | -33  | 1    | -2  | 7   | -8   | 35   | -43  |      |
| 1.ª                               | 2010-11       | 23            | -18  | 1    | 0   | 0   | 0    | 17   | -17  |      |
| 1.ª                               | 2011-12       | 35            | -16  | 0    | 0   | 0   | 0    | 35   | -16  |      |
| 1.ª                               | 2012-13       | 32            | -19  | 2    | -2  | 10  | -8   | 44   | -29  |      |
| 1.ª                               | 2013-14       | 33            | -20  | 1    | 0   | 14  | -13  | 48   | -33  |      |
| 1.ª                               | 2014-15       | 33            | -20  | 1    | -2  | 13  | -10  | 47   | -32  |      |
| 1.ª                               | 2015-16       | 35            | -17  | 1    | 0   | 8   | -9   | 44   | -26  |      |
| 1.ª                               | 2016-17       | 30            | -24  | 1    | -1  | 12  | -7   | 43   | -32  |      |
| 1.ª                               | 2017-18       | 21            | -14  | 4    | -3  | 9   | -11  | 34   | -28  |      |
| Total club                        | Total club    | 516           | 375  | 23   | 22  | 124 | -116 | 656  | -518 |      |
| Paris Saint-Germain F. C. Francia |               |               |      |      |     |     |      |      |      |      |
| 1.ª                               | 2018-19       | 17            | -18  | 3    | -1  | 5   | -6   | 25   | -25  |      |
| Total club                        | Total club    | 17            | -18  | 3    | -1  | 5   | -6   | 25   | -25  |      |
| Juventus de Turín · Italia        |               |               |      |      |     |     |      |      |      |      |
| 1.ª                               | 2019-20       | 9             | -10  | 5    | -2  | 1   | 0    | 15   | -12  |      |
| 1.ª                               | 2020-21       | 8             | -5   | 5    | -4  | 1   | 0    | 14   | -9   |      |
| Total club                        | Total club    | 17            | -15  | 10   | -6  | 2   | 0    | 29   | -21  |      |
| Parma Calcio · Italia             |               |               |      |      |     |     |      |      |      |      |
| 2.ª                               | 2021-22       | 26            | -27  | 0    | 0   | 0   | 0    | 26   | -27  |      |
| 2.ª                               | 2022-23       | 18            | -22  | 1    | -2  | 0   | 0    | 19   | -24  |      |
| Total club                        | Total club    | 44            | -49  | 1    | -2  | 0   | 0    | 45   | -51  |      |
| Total carrera                     | Total carrera | Total carrera | 756  | -623 | 52  | -46 | 167  | -156 | 975  | -825 |
| 1. 2.                             |               |               |      |      |     |     |      |      |      |      |

### Selección nacional
| \| Fecha \| Ciudad \| Local \| Resultado \| Visitante \| Competencia \| Goles \| \| ---------- \| ----------------- \| ------------------- \| --------- \| ------------------- \| ------------------------------ \| ----- \| \| 29-10-1997 \| Moscú \| Rusia \| 1:1 \| Italia \| Repesca Mundial 1998 \| -1 \| \| 22-04-1998 \| Parma \| Italia \| 3:1 \| Paraguay \| Amistoso \| -1 \| \| 10-10-1998 \| Údine \| Italia \| 2:0 \| Suiza \| Clasificación Eurocopa 2000 \| 0 \| \| 16-12-1998 \| Roma \| Italia \| 6:2 \| World Stars \| Amistoso \| 0 \| \| 27-03-1999 \| Copenhague \| Dinamarca \| 1:2 \| Italia \| Clasificación Eurocopa 2000 \| -1 \| \| 31-03-1999 \| Ancona \| Italia \| 1:1 \| Bielorrusia \| Clasificación Eurocopa 2000 \| -1 \| \| 28-04-1999 \| Zagreb \| Croacia \| 0:0 \| Italia \| Amistoso \| 0 \| \| 05-06-1999 \| Bolonia \| Italia \| 4:0 \| Gales \| Clasificación Eurocopa 2000 \| 0 \| \| 09-06-1999 \| Lausana \| Suiza \| 0:0 \| Italia \| Clasificación Eurocopa 2000 \| 0 \| \| 08-09-1999 \| Nápoles \| Italia \| 2:3 \| Dinamarca \| Clasificación Eurocopa 2000 \| -3 \| \| 09-10-1999 \| Minsk \| Bielorrusia \| 0:0 \| Italia \| Clasificación Eurocopa 2000 \| 0 \| \| 13-11-1999 \| Lecce \| Italia \| 1:3 \| Bélgica \| Amistoso \| -3 \| \| 23-02-2000 \| Palermo \| Italia \| 1:0 \| Suecia \| Amistoso \| 0 \| \| 29-03-2000 \| Barcelona \| España \| 2:0 \| Italia \| Amistoso \| -2 \| \| 03-06-2000 \| Oslo \| Noruega \| 1:0 \| Italia \| Amistoso \| -1 \| \| 15-11-2000 \| Turín \| Italia \| 1:0 \| Inglaterra \| Amistoso \| 0 \| \| 28-02-2001 \| Roma \| Italia \| 1:2 \| Argentina \| Amistoso \| -2 \| \| 24-03-2001 \| Bucarest \| Rumania \| 0:2 \| Italia \| Clasificación Mundial 2002 \| 0 \| \| 28-03-2001 \| Trieste \| Italia \| 4:0 \| Lituania \| Clasificación Mundial 2002 \| 0 \| \| 02-06-2001 \| Tiflis \| Georgia \| 1:2 \| Italia \| Clasificación Mundial 2002 \| -1 \| \| 01-09-2001 \| Kaunas \| Lituania \| 0:0 \| Italia \| Clasificación Mundial 2002 \| 0 \| \| 06-10-2001 \| Parma \| Italia \| 1:0 \| Hungría \| Clasificación Mundial 2002 \| 0 \| \| 07-11-2001 \| Saitama \| Japón \| 1:1 \| Italia \| Amistoso \| -1 \| \| 27-03-2002 \| Leeds \| Inglaterra \| 1:2 \| Italia \| Amistoso \| -1 \| \| 17-04-2002 \| Milán \| Italia \| 1:1 \| Uruguay \| Amistoso \| 0 \| \| 18-05-2002 \| Praga \| República Checa \| 1:0 \| Italia \| Amistoso \| -1 \| \| 03-06-2002 \| Sapporo \| Italia \| 2:0 \| Ecuador \| Copa Mundial de Fútbol de 2002 \| 0 \| \| 08-06-2002 \| Kashima \| Italia \| 1:2 \| Croacia \| Copa Mundial de Fútbol de 2002 \| -2 \| \| 13-06-2002 \| Ōita \| Italia \| 1:1 \| México \| Copa Mundial de Fútbol de 2002 \| -1 \| \| 18-06-2002 \| Daejeon \| Italia \| 1:2 \| Corea del Sur \| Copa Mundial de Fútbol de 2002 \| -2 \| \| 21-08-2002 \| Trieste \| Italia \| 0:1 \| Eslovenia \| Amistoso \| -1 \| \| 07-09-2002 \| Bakú \| Azerbaiyán \| 0:2 \| Italia \| Clasificación Eurocopa 2004 \| 0 \| \| 12-10-2002 \| Nápoles \| Italia \| 1:1 \| Serbia y Montenegro \| Clasificación Eurocopa 2004 \| -1 \| \| 16-10-2002 \| Cardiff \| Gales \| 2:1 \| Italia \| Clasificación Eurocopa 2004 \| -2 \| \| 20-11-2002 \| Pescara \| Italia \| 1:1 \| Turquía \| Amistoso \| -1 \| \| 12-02-2003 \| Génova \| Italia \| 1:0 \| Portugal \| Amistoso \| 0 \| \| 29-03-2003 \| Palermo \| Italia \| 2:0 \| Finlandia \| Clasificación Eurocopa 2004 \| 0 \| \| 11-06-2003 \| Helsinki \| Finlandia \| 0:2 \| Italia \| Clasificación Eurocopa 2004 \| 0 \| \| 20-08-2003 \| Stuttgart \| Alemania \| 0:1 \| Italia \| Amistoso \| 0 \| \| 06-09-2003 \| Milán \| Italia \| 4:0 \| Gales \| Clasificación Eurocopa 2004 \| 0 \| \| 10-09-2003 \| Belgrado \| Serbia y Montenegro \| 1:1 \| Italia \| Clasificación Eurocopa 2004 \| -1 \| \| 11-10-2003 \| Regio de Calabria \| Italia \| 4:0 \| Azerbaiyán \| Clasificación Eurocopa 2004 \| 0 \| \| 18-02-2004 \| Palermo \| Italia \| 2:2 \| República Checa \| Amistoso \| -1 \| \| 31-03-2004 \| Braga \| Portugal \| 1:2 \| Italia \| Amistoso \| -1 \| \| 28-04-2004 \| Génova \| Italia \| 1:1 \| España \| Amistoso \| 0 \| \| 30-05-2004 \| Túnez \| Túnez \| 0:4 \| Italia \| Amistoso \| 0 \| \| 14-06-2004 \| Guimarães \| Dinamarca \| 0:0 \| Italia \| Eurocopa 2004 \| 0 \| \| 18-06-2004 \| Oporto \| Italia \| 1:1 \| Suecia \| Eurocopa 2004 \| -1 \| \| 22-06-2004 \| Guimarães \| Italia \| 2:1 \| Bulgaria \| Eurocopa 2004 \| -1 \| \| 18-08-2004 \| Reikiavik \| Islandia \| 2:0 \| Italia \| Amistoso \| -2 \| \| 04-09-2004 \| Palermo \| Italia \| 2:1 \| Noruega \| Clasificación Mundial 2006 \| -1 \| \| 08-09-2004 \| Chisináu \| Moldavia \| 0:1 \| Italia \| Clasificación Mundial 2006 \| 0 \| \| 09-10-2004 \| Celje \| Eslovenia \| 1:0 \| Italia \| Clasificación Mundial 2006 \| -1 \| \| 13-10-2004 \| Parma \| Italia \| 4:3 \| Bielorrusia \| Clasificación Mundial 2006 \| -3 \| \| 09-02-2005 \| Cagliari \| Italia \| 2:0 \| Rusia \| Amistoso \| 0 \| \| 26-03-2005 \| Milán \| Italia \| 2:0 \| Escocia \| Clasificación Mundial 2006 \| 0 \| \| 04-06-2005 \| Oslo \| Noruega \| 0:0 \| Italia \| Clasificación Mundial 2006 \| 0 \| \| 01-03-2006 \| Florencia \| Italia \| 4:1 \| Alemania \| Amistoso \| -1 \| \| 31-05-2006 \| Ginebra \| Suiza \| 1:1 \| Italia \| Amistoso \| -1 \| \| 02-06-2006 \| Lausana \| Italia \| 0:0 \| Ucrania \| Amistoso \| 0 \| \| 12-06-2006 \| Hannover \| Italia \| 2:0 \| Ghana \| Copa Mundial de Fútbol de 2006 \| - \| \| 17-06-2006 \| Kaiserslautern \| Italia \| 1:1 \| Estados Unidos \| Copa Mundial de Fútbol de 2006 \| -1 \| \| 22-06-2006 \| Hamburgo \| República Checa \| 0:2 \| Italia \| Copa Mundial de Fútbol de 2006 \| 0 \| \| 26-06-2006 \| Kaiserslautern \| Italia \| 1:0 \| Australia \| Copa Mundial de Fútbol de 2006 \| 0 \| \| 30-06-2006 \| Hamburgo \| Italia \| 3:0 \| Ucrania \| Copa Mundial de Fútbol de 2006 \| 0 \| \| 04-07-2006 \| Dortmund \| Alemania \| 0:2 \| Italia \| Copa Mundial de Fútbol de 2006 \| 0 \| \| 09-07-2006 \| Berlín \| Italia \| 1:1 / 5:3 \| Francia \| Copa Mundial de Fútbol de 2006 \| -1 \| \| 02-09-2006 \| Nápoles \| Italia \| 1:1 \| Lituania \| Clasificación Eurocopa 2008 \| -1 \| \| 06-09-2006 \| París \| Francia \| 3:1 \| Italia \| Clasificación Eurocopa 2008 \| -3 \| \| 07-10-2006 \| Roma \| Italia \| 2:0 \| Ucrania \| Clasificación Eurocopa 2008 \| 0 \| \| 11-10-2006 \| Tiflis \| Georgia \| 1:3 \| Italia \| Clasificación Eurocopa 2008 \| -1 \| \| 15-11-2006 \| Bérgamo \| Italia \| 1:1 \| Turquía \| Amistoso \| -1 \| \| 28-03-2007 \| Bari \| Italia \| 2:0 \| Escocia \| Clasificación Eurocopa 2008 \| 0 \| \| 02-06-2007 \| Tórshavn \| Islas Feroe \| 1:2 \| Italia \| Clasificación Eurocopa 2008 \| -1 \| \| 06-06-2007 \| Kaunas \| Lituania \| 0:2 \| Italia \| Clasificación Eurocopa 2008 \| 0 \| \| 22-08-2007 \| Budapest \| Hungría \| 3:1 \| Italia \| Amistoso \| -3 \| \| 08-09-2007 \| Milán \| Italia \| 0:0 \| Francia \| Clasificación Eurocopa 2008 \| 0 \| \| 12-09-2007 \| Kiev \| Ucrania \| 1:2 \| Italia \| Clasificación Eurocopa 2008 \| -1 \| \| 13-10-2007 \| Génova \| Italia \| 2:0 \| Georgia \| Clasificación Eurocopa 2008 \| 0 \| \| 17-11-2007 \| Glasgow \| Escocia \| 1:2 \| Italia \| Clasificación Eurocopa 2008 \| -1 \| \| 26-03-2008 \| Elche \| España \| 1:0 \| Italia \| Amistoso \| -1 \| \| 30-05-2008 \| Florencia \| Italia \| 3:1 \| Bélgica \| Amistoso \| -1 \| \| 09-06-2008 \| Berna \| Países Bajos \| 3:0 \| Italia \| Eurocopa 2008 \| -3 \| \| 13-06-2008 \| Zúrich \| Italia \| 1:1 \| Rumania \| Eurocopa 2008 \| -1 \| \| 17-06-2008 \| Zúrich \| Francia \| 0:2 \| Italia \| Eurocopa 2008 \| 0 \| \| 22-06-2008 \| Viena \| España \| 0:0 / 4:2 \| Italia \| Eurocopa 2008 \| 0 \| \| 20-08-2008 \| Niza \| Italia \| 2:2 \| Austria \| Amistoso \| -2 \| \| 06-09-2008 \| Lárnaca \| Chipre \| 1:2 \| Italia \| Clasificación Mundial 2010 \| -1 \| \| 10-09-2008 \| Údine \| Italia \| 2:0 \| Georgia \| Clasificación Mundial 2010 \| 0 \| \| 10-02-2009 \| Londres \| Brasil \| 2:0 \| Italia \| Amistoso \| -2 \| \| 28-03-2009 \| Podgorica \| Montenegro \| 0:2 \| Italia \| Clasificación Mundial 2010 \| 0 \| \| 01-04-2009 \| Bari \| Italia \| 1:1 \| Irlanda \| Clasificación Mundial 2010 \| -1 \| \| 15-06-2009 \| Pretoria \| Estados Unidos \| 1:3 \| Italia \| Copa Confederaciones 2009 \| -1 \| \| 18-06-2009 \| Johannesburgo \| Egipto \| 1:0 \| Italia \| Copa Confederaciones 2009 \| -1 \| \| 21-06-2009 \| Pretoria \| Italia \| 0:3 \| Brasil \| Copa Confederaciones 2009 \| -3 \| \| 12-08-2009 \| Basilea \| Suiza \| 0:0 \| Italia \| Amistoso \| 0 \| \| 05-09-2009 \| Tiflis \| Georgia \| 0:2 \| Italia \| Clasificación Mundial 2010 \| 0 \| \| 09-09-2009 \| Turín \| Italia \| 2:0 \| Bulgaria \| Clasificación Mundial 2010 \| 0 \| \| 10-10-2009 \| Dublín \| Irlanda \| 2:2 \| Italia \| Clasificación Mundial 2010 \| -2 \| \| 14-11-2009 \| Pescara \| Italia \| 0:0 \| Países Bajos \| Amistoso \| 0 \| \| 03-06-2010 \| Bruselas \| Italia \| 1:2 \| México \| Amistoso \| -2 \| \| 14-06-2010 \| Ciudad del Cabo \| Italia \| 1:1 \| Paraguay \| Copa Mundial de Fútbol de 2010 \| -1 \| \| 09-02-2011 \| Dortmund \| Alemania \| 1:1 \| Italia \| Amistoso \| -1 \| \| 25-03-2011 \| Liubliana \| Eslovenia \| 0:1 \| Italia \| Clasificación Eurocopa 2012 \| 0 \| \| 03-06-2011 \| Módena \| Italia \| 3:0 \| Estonia \| Clasificación Eurocopa 2012 \| 0 \| \| 10-08-2011 \| Bari \| Italia \| 2:1 \| España \| Amistoso \| -1 \| \| 02-09-2011 \| Tórshavn \| Islas Feroe \| 0:1 \| Italia \| Clasificación Eurocopa 2012 \| 0 \| \| 06-09-2011 \| Florencia \| Italia \| 1:0 \| Eslovenia \| Clasificación Eurocopa 2012 \| 0 \| \| 07-10-2011 \| Belgrado \| Serbia \| 1:1 \| Italia \| Clasificación Eurocopa 2012 \| -1 \| \| 11-10-2011 \| Pescara \| Italia \| 3:0 \| Irlanda del Norte \| Clasificación Eurocopa 2012 \| 0 \| \| 11-11-2011 \| Breslavia \| Polonia \| 0:2 \| Italia \| Amistoso \| 0 \| \| 15-11-2011 \| Roma \| Italia \| 0:1 \| Uruguay \| Amistoso \| -1 \| \| 29-02-2012 \| Génova \| Italia \| 0:1 \| Estados Unidos \| Amistoso \| -1 \| \| 01-06-2012 \| Zúrich \| Italia \| 0:3 \| Rusia \| Amistoso \| 0 \| \| 10-06-2012 \| Gdansk \| España \| 1:1 \| Italia \| Eurocopa 2012 \| -1 \| \| 14-06-2012 \| Poznan \| Italia \| 1:1 \| Croacia \| Eurocopa 2012 \| -1 \| \| 18-06-2012 \| Poznan \| Italia \| 2:0 \| Irlanda \| Eurocopa 2012 \| 0 \| \| 24-06-2012 \| Kiev \| Inglaterra \| 0:0 / 2:4 \| Italia \| Eurocopa 2012 \| 0 \| \| 28-06-2012 \| Varsovia \| Alemania \| 1:2 \| Italia \| Eurocopa 2012 \| -1 \| \| 01-07-2012 \| Kiev \| España \| 4:0 \| Italia \| Eurocopa 2012 \| -4 \| \| 07-09-2012 \| Sofía \| Bulgaria \| 2:2 \| Italia \| Clasificación Mundial 2014 \| -2 \| \| 11-09-2012 \| Módena \| Italia \| 2:0 \| Malta \| Clasificación Mundial 2014 \| 0 \| \| 12-10-2012 \| Ereván \| Armenia \| 1:3 \| Italia \| Clasificación Mundial 2014 \| -1 \| \| 06-02-2013 \| Ámsterdam \| Países Bajos \| 1:1 \| Italia \| Amistoso \| -1 \| \| 21-03-2013 \| Ginebra \| Brasil \| 2:2 \| Italia \| Amistoso \| -2 \| \| 26-03-2013 \| Ta' Qali \| Malta \| 0:2 \| Italia \| Clasificación Mundial 2014 \| 0 \| \| 31-05-2013 \| Bolonia \| Italia \| 4:0 \| San Marino \| Amistoso \| 0 \| \| 07-06-2013 \| Praga \| República Checa \| 0:0 \| Italia \| Clasificación Mundial 2014 \| 0 \| \| 16-06-2013 \| Río de Janeiro \| México \| 1:2 \| Italia \| Copa Confederaciones 2013 \| -1 \| \| 19-06-2013 \| Recife \| Italia \| 4:3 \| Japón \| Copa Confederaciones 2013 \| -3 \| \| 22-06-2013 \| Salvador \| Italia \| 2:4 \| Brasil \| Copa Confederaciones 2013 \| -4 \| \| 27-06-2013 \| Fortaleza \| España \| 0:0 / 7:6 \| Italia \| Copa Confederaciones 2013 \| 0 \| \| 30-06-2013 \| Salvador (Bahía) \| Uruguay \| 2:2 / 2:3 \| Italia \| Copa Confederaciones 2013 \| -2 \| \| 14-08-2013 \| Roma \| Italia \| 1:2 \| Argentina \| Amistoso \| -2 \| \| 06-09-2013 \| Palermo \| Italia \| 1:0 \| Bulgaria \| Clasificación Mundial 2014 \| 0 \| \| 10-09-2013 \| Turín \| Italia \| 2:1 \| República Checa \| Clasificación Mundial 2014 \| -1 \| \| 11-10-2013 \| Copenhague \| Dinamarca \| 2:2 \| Italia \| Clasificación Mundial 2014 \| -2 \| \| 15-11-2013 \| Milán \| Italia \| 1:1 \| Alemania \| Amistoso \| -1 \| \| 05-03-2014 \| Madrid \| España \| 1:0 \| Italia \| Amistoso \| -1 \| \| 04-06-2014 \| Verona \| Italia \| 1:1 \| Luxemburgo \| Amistoso \| -1 \| \| 20-06-2014 \| Recife \| Italia \| 0:1 \| Costa Rica \| Copa Mundial de Fútbol de 2014 \| -1 \| \| 24-06-2014 \| Natal \| Italia \| 0:1 \| Uruguay \| Copa Mundial de Fútbol de 2014 \| -1 \| \| 09-09-2014 \| Oslo \| Noruega \| 0:2 \| Italia \| Clasificación Eurocopa 2016 \| 0 \| \| 10-10-2014 \| Palermo \| Italia \| 2:1 \| Azerbaiyán \| Clasificación Eurocopa 2016 \| -1 \| \| 13-10-2014 \| Ta' Qali \| Malta \| 0:1 \| Italia \| Clasificación Eurocopa 2016 \| 0 \| \| 16-11-2014 \| Milán \| Italia \| 1:1 \| Croacia \| Clasificación Eurocopa 2016 \| -1 \| \| 31-03-2015 \| Turín \| Italia \| 1:1 \| Inglaterra \| Amistoso \| -1 \| \| 12-06-2015 \| Split \| Croacia \| 1:1 \| Italia \| Clasificación Eurocopa 2016 \| -1 \| \| 03-09-2015 \| Florencia \| Italia \| 1:0 \| Malta \| Clasificación Eurocopa 2016 \| 0 \| \| 06-09-2015 \| Palermo \| Italia \| 1:0 \| Bulgaria \| Clasificación Eurocopa 2016 \| 0 \| \| 10-10-2015 \| Bakú \| Azerbaiyán \| 1:3 \| Italia \| Clasificación Eurocopa 2016 \| -1 \| \| 13-10-2015 \| Roma \| Italia \| 2:1 \| Noruega \| Clasificación Eurocopa 2016 \| -1 \| \| 13-11-2015 \| Bruselas \| Bélgica \| 3:1 \| Italia \| Amistoso \| -3 \| \| 17-11-2015 \| Bolonia \| Italia \| 2:2 \| Rumania \| Amistoso \| -1 \| \| 24-03-2016 \| Údine \| Italia \| 1:1 \| España \| Amistoso \| -1 \| \| 29-03-2016 \| Múnich \| Alemania \| 4:1 \| Italia \| Amistoso \| -4 \| \| 29-05-2016 \| Ta' Qali \| Italia \| 1:0 \| Escocia \| Amistoso \| 0 \| \| 13-06-2016 \| Lyon \| Bélgica \| 0:2 \| Italia \| Eurocopa 2016 \| 0 \| \| 17-06-2016 \| Toulouse \| Italia \| 1:0 \| Suecia \| Eurocopa 2016 \| 0 \| \| 27-06-2016 \| Saint-Denis \| Italia \| 2:0 \| España \| Eurocopa 2016 \| 0 \| \| 02-07-2016 \| Burdeos \| Alemania \| 1:1 / 6:5 \| Italia \| Eurocopa 2016 \| -1 \| \| 01-09-2016 \| Bari \| Italia \| 1:3 \| Francia \| Amistoso \| -2 \| \| 05-09-2016 \| Haifa \| Israel \| 1:3 \| Italia \| Clasificación Mundial 2018 \| -1 \| \| 06-10-2016 \| Turín \| Italia \| 1:1 \| España \| Clasificación Mundial 2018 \| -1 \| \| 09-10-2016 \| Skopie \| Macedonia del Norte \| 2:3 \| Italia \| Clasificación Mundial 2018 \| -2 \| \| 12-11-2016 \| Vaduz \| Liechtenstein \| 0:4 \| Italia \| Clasificación Mundial 2018 \| 0 \| \| 15-11-2016 \| Milán \| Italia \| 0:0 \| Alemania \| Amistoso \| 0 \| \| 24-03-2017 \| Palermo \| Italia \| 2:0 \| Albania \| Clasificación Mundial 2018 \| 0 \| \| 11-06-2017 \| Údine \| Italia \| 5:0 \| Liechtenstein \| Clasificación Mundial 2018 \| 0 \| \| 02-09-2017 \| Madrid \| España \| 3:0 \| Italia \| Clasificación Mundial 2018 \| -3 \| \| 05-09-2017 \| Reggio Emilia \| Italia \| 1:0 \| Israel \| Clasificación Mundial 2018 \| 0 \| \| 06-10-2017 \| Turín \| Italia \| 1:1 \| Macedonia del Norte \| Clasificación Mundial 2018 \| -1 \| \| 09-10-2017 \| Shkodër \| Albania \| 0:1 \| Italia \| Clasificación Mundial 2018 \| 0 \| \| 10-11-2017 \| Solna \| Suecia \| 1:0 \| Italia \| Repesca Mundial 2018 \| -1 \| \| 13-11-2017 \| Milán \| Italia \| 0:0 \| Suecia \| Repesca Mundial 2018 \| 0 \| \| 23-03-2018 \| Mánchester \| Italia \| 0:2 \| Argentina \| Amistoso \| -2 \| \| Total \| \| Presencias \| 176 \| \| Goles \| -146 \| |                   |                     |           |                     |                                |       |
| Fecha | Ciudad            | Local               | Resultado | Visitante           | Competencia                    | Goles |
| 29-10-1997 | Moscú             | Rusia               | 1:1       | Italia              | Repesca Mundial 1998           | -1    |
| 22-04-1998 | Parma             | Italia              | 3:1       | Paraguay            | Amistoso                       | -1    |
| 10-10-1998 | Údine             | Italia              | 2:0       | Suiza               | Clasificación Eurocopa 2000    | 0     |
| 16-12-1998 | Roma              | Italia              | 6:2       | World Stars         | Amistoso                       | 0     |
| 27-03-1999 | Copenhague        | Dinamarca           | 1:2       | Italia              | Clasificación Eurocopa 2000    | -1    |
| 31-03-1999 | Ancona            | Italia              | 1:1       | Bielorrusia         | Clasificación Eurocopa 2000    | -1    |
| 28-04-1999 | Zagreb            | Croacia             | 0:0       | Italia              | Amistoso                       | 0     |
| 05-06-1999 | Bolonia           | Italia              | 4:0       | Gales               | Clasificación Eurocopa 2000    | 0     |
| 09-06-1999 | Lausana           | Suiza               | 0:0       | Italia              | Clasificación Eurocopa 2000    | 0     |
| 08-09-1999 | Nápoles           | Italia              | 2:3       | Dinamarca           | Clasificación Eurocopa 2000    | -3    |
| 09-10-1999 | Minsk             | Bielorrusia         | 0:0       | Italia              | Clasificación Eurocopa 2000    | 0     |
| 13-11-1999 | Lecce             | Italia              | 1:3       | Bélgica             | Amistoso                       | -3    |
| 23-02-2000 | Palermo           | Italia              | 1:0       | Suecia              | Amistoso                       | 0     |
| 29-03-2000 | Barcelona         | España              | 2:0       | Italia              | Amistoso                       | -2    |
| 03-06-2000 | Oslo              | Noruega             | 1:0       | Italia              | Amistoso                       | -1    |
| 15-11-2000 | Turín             | Italia              | 1:0       | Inglaterra          | Amistoso                       | 0     |
| 28-02-2001 | Roma              | Italia              | 1:2       | Argentina           | Amistoso                       | -2    |
| 24-03-2001 | Bucarest          | Rumania             | 0:2       | Italia              | Clasificación Mundial 2002     | 0     |
| 28-03-2001 | Trieste           | Italia              | 4:0       | Lituania            | Clasificación Mundial 2002     | 0     |
| 02-06-2001 | Tiflis            | Georgia             | 1:2       | Italia              | Clasificación Mundial 2002     | -1    |
| 01-09-2001 | Kaunas            | Lituania            | 0:0       | Italia              | Clasificación Mundial 2002     | 0     |
| 06-10-2001 | Parma             | Italia              | 1:0       | Hungría             | Clasificación Mundial 2002     | 0     |
| 07-11-2001 | Saitama           | Japón               | 1:1       | Italia              | Amistoso                       | -1    |
| 27-03-2002 | Leeds             | Inglaterra          | 1:2       | Italia              | Amistoso                       | -1    |
| 17-04-2002 | Milán             | Italia              | 1:1       | Uruguay             | Amistoso                       | 0     |
| 18-05-2002 | Praga             | República Checa     | 1:0       | Italia              | Amistoso                       | -1    |
| 03-06-2002 | Sapporo           | Italia              | 2:0       | Ecuador             | Copa Mundial de Fútbol de 2002 | 0     |
| 08-06-2002 | Kashima           | Italia              | 1:2       | Croacia             | Copa Mundial de Fútbol de 2002 | -2    |
| 13-06-2002 | Ōita              | Italia              | 1:1       | México              | Copa Mundial de Fútbol de 2002 | -1    |
| 18-06-2002 | Daejeon           | Italia              | 1:2       | Corea del Sur       | Copa Mundial de Fútbol de 2002 | -2    |
| 21-08-2002 | Trieste           | Italia              | 0:1       | Eslovenia           | Amistoso                       | -1    |
| 07-09-2002 | Bakú              | Azerbaiyán          | 0:2       | Italia              | Clasificación Eurocopa 2004    | 0     |
| 12-10-2002 | Nápoles           | Italia              | 1:1       | Serbia y Montenegro | Clasificación Eurocopa 2004    | -1    |
| 16-10-2002 | Cardiff           | Gales               | 2:1       | Italia              | Clasificación Eurocopa 2004    | -2    |
| 20-11-2002 | Pescara           | Italia              | 1:1       | Turquía             | Amistoso                       | -1    |
| 12-02-2003 | Génova            | Italia              | 1:0       | Portugal            | Amistoso                       | 0     |
| 29-03-2003 | Palermo           | Italia              | 2:0       | Finlandia           | Clasificación Eurocopa 2004    | 0     |
| 11-06-2003 | Helsinki          | Finlandia           | 0:2       | Italia              | Clasificación Eurocopa 2004    | 0     |
| 20-08-2003 | Stuttgart         | Alemania            | 0:1       | Italia              | Amistoso                       | 0     |
| 06-09-2003 | Milán             | Italia              | 4:0       | Gales               | Clasificación Eurocopa 2004    | 0     |
| 10-09-2003 | Belgrado          | Serbia y Montenegro | 1:1       | Italia              | Clasificación Eurocopa 2004    | -1    |
| 11-10-2003 | Regio de Calabria | Italia              | 4:0       | Azerbaiyán          | Clasificación Eurocopa 2004    | 0     |
| 18-02-2004 | Palermo           | Italia              | 2:2       | República Checa     | Amistoso                       | -1    |
| 31-03-2004 | Braga             | Portugal            | 1:2       | Italia              | Amistoso                       | -1    |
| 28-04-2004 | Génova            | Italia              | 1:1       | España              | Amistoso                       | 0     |
| 30-05-2004 | Túnez             | Túnez               | 0:4       | Italia              | Amistoso                       | 0     |
| 14-06-2004 | Guimarães         | Dinamarca           | 0:0       | Italia              | Eurocopa 2004                  | 0     |
| 18-06-2004 | Oporto            | Italia              | 1:1       | Suecia              | Eurocopa 2004                  | -1    |
| 22-06-2004 | Guimarães         | Italia              | 2:1       | Bulgaria            | Eurocopa 2004                  | -1    |
| 18-08-2004 | Reikiavik         | Islandia            | 2:0       | Italia              | Amistoso                       | -2    |
| 04-09-2004 | Palermo           | Italia              | 2:1       | Noruega             | Clasificación Mundial 2006     | -1    |
| 08-09-2004 | Chisináu          | Moldavia            | 0:1       | Italia              | Clasificación Mundial 2006     | 0     |
| 09-10-2004 | Celje             | Eslovenia           | 1:0       | Italia              | Clasificación Mundial 2006     | -1    |
| 13-10-2004 | Parma             | Italia              | 4:3       | Bielorrusia         | Clasificación Mundial 2006     | -3    |
| 09-02-2005 | Cagliari          | Italia              | 2:0       | Rusia               | Amistoso                       | 0     |
| 26-03-2005 | Milán             | Italia              | 2:0       | Escocia             | Clasificación Mundial 2006     | 0     |
| 04-06-2005 | Oslo              | Noruega             | 0:0       | Italia              | Clasificación Mundial 2006     | 0     |
| 01-03-2006 | Florencia         | Italia              | 4:1       | Alemania            | Amistoso                       | -1    |
| 31-05-2006 | Ginebra           | Suiza               | 1:1       | Italia              | Amistoso                       | -1    |
| 02-06-2006 | Lausana           | Italia              | 0:0       | Ucrania             | Amistoso                       | 0     |
| 12-06-2006 | Hannover          | Italia              | 2:0       | Ghana               | Copa Mundial de Fútbol de 2006 | -     |
| 17-06-2006 | Kaiserslautern    | Italia              | 1:1       | Estados Unidos      | Copa Mundial de Fútbol de 2006 | -1    |
| 22-06-2006 | Hamburgo          | República Checa     | 0:2       | Italia              | Copa Mundial de Fútbol de 2006 | 0     |
| 26-06-2006 | Kaiserslautern    | Italia              | 1:0       | Australia           | Copa Mundial de Fútbol de 2006 | 0     |
| 30-06-2006 | Hamburgo          | Italia              | 3:0       | Ucrania             | Copa Mundial de Fútbol de 2006 | 0     |
| 04-07-2006 | Dortmund          | Alemania            | 0:2       | Italia              | Copa Mundial de Fútbol de 2006 | 0     |
| 09-07-2006 | Berlín            | Italia              | 1:1 / 5:3 | Francia             | Copa Mundial de Fútbol de 2006 | -1    |
| 02-09-2006 | Nápoles           | Italia              | 1:1       | Lituania            | Clasificación Eurocopa 2008    | -1    |
| 06-09-2006 | París             | Francia             | 3:1       | Italia              | Clasificación Eurocopa 2008    | -3    |
| 07-10-2006 | Roma              | Italia              | 2:0       | Ucrania             | Clasificación Eurocopa 2008    | 0     |
| 11-10-2006 | Tiflis            | Georgia             | 1:3       | Italia              | Clasificación Eurocopa 2008    | -1    |
| 15-11-2006 | Bérgamo           | Italia              | 1:1       | Turquía             | Amistoso                       | -1    |
| 28-03-2007 | Bari              | Italia              | 2:0       | Escocia             | Clasificación Eurocopa 2008    | 0     |
| 02-06-2007 | Tórshavn          | Islas Feroe         | 1:2       | Italia              | Clasificación Eurocopa 2008    | -1    |
| 06-06-2007 | Kaunas            | Lituania            | 0:2       | Italia              | Clasificación Eurocopa 2008    | 0     |
| 22-08-2007 | Budapest          | Hungría             | 3:1       | Italia              | Amistoso                       | -3    |
| 08-09-2007 | Milán             | Italia              | 0:0       | Francia             | Clasificación Eurocopa 2008    | 0     |
| 12-09-2007 | Kiev              | Ucrania             | 1:2       | Italia              | Clasificación Eurocopa 2008    | -1    |
| 13-10-2007 | Génova            | Italia              | 2:0       | Georgia             | Clasificación Eurocopa 2008    | 0     |
| 17-11-2007 | Glasgow           | Escocia             | 1:2       | Italia              | Clasificación Eurocopa 2008    | -1    |
| 26-03-2008 | Elche             | España              | 1:0       | Italia              | Amistoso                       | -1    |
| 30-05-2008 | Florencia         | Italia              | 3:1       | Bélgica             | Amistoso                       | -1    |
| 09-06-2008 | Berna             | Países Bajos        | 3:0       | Italia              | Eurocopa 2008                  | -3    |
| 13-06-2008 | Zúrich            | Italia              | 1:1       | Rumania             | Eurocopa 2008                  | -1    |
| 17-06-2008 | Zúrich            | Francia             | 0:2       | Italia              | Eurocopa 2008                  | 0     |
| 22-06-2008 | Viena             | España              | 0:0 / 4:2 | Italia              | Eurocopa 2008                  | 0     |
| 20-08-2008 | Niza              | Italia              | 2:2       | Austria             | Amistoso                       | -2    |
| 06-09-2008 | Lárnaca           | Chipre              | 1:2       | Italia              | Clasificación Mundial 2010     | -1    |
| 10-09-2008 | Údine             | Italia              | 2:0       | Georgia             | Clasificación Mundial 2010     | 0     |
| 10-02-2009 | Londres           | Brasil              | 2:0       | Italia              | Amistoso                       | -2    |
| 28-03-2009 | Podgorica         | Montenegro          | 0:2       | Italia              | Clasificación Mundial 2010     | 0     |
| 01-04-2009 | Bari              | Italia              | 1:1       | Irlanda             | Clasificación Mundial 2010     | -1    |
| 15-06-2009 | Pretoria          | Estados Unidos      | 1:3       | Italia              | Copa Confederaciones 2009      | -1    |
| 18-06-2009 | Johannesburgo     | Egipto              | 1:0       | Italia              | Copa Confederaciones 2009      | -1    |
| 21-06-2009 | Pretoria          | Italia              | 0:3       | Brasil              | Copa Confederaciones 2009      | -3    |
| 12-08-2009 | Basilea           | Suiza               | 0:0       | Italia              | Amistoso                       | 0     |
| 05-09-2009 | Tiflis            | Georgia             | 0:2       | Italia              | Clasificación Mundial 2010     | 0     |
| 09-09-2009 | Turín             | Italia              | 2:0       | Bulgaria            | Clasificación Mundial 2010     | 0     |
| 10-10-2009 | Dublín            | Irlanda             | 2:2       | Italia              | Clasificación Mundial 2010     | -2    |
| 14-11-2009 | Pescara           | Italia              | 0:0       | Países Bajos        | Amistoso                       | 0     |
| 03-06-2010 | Bruselas          | Italia              | 1:2       | México              | Amistoso                       | -2    |
| 14-06-2010 | Ciudad del Cabo   | Italia              | 1:1       | Paraguay            | Copa Mundial de Fútbol de 2010 | -1    |
| 09-02-2011 | Dortmund          | Alemania            | 1:1       | Italia              | Amistoso                       | -1    |
| 25-03-2011 | Liubliana         | Eslovenia           | 0:1       | Italia              | Clasificación Eurocopa 2012    | 0     |
| 03-06-2011 | Módena            | Italia              | 3:0       | Estonia             | Clasificación Eurocopa 2012    | 0     |
| 10-08-2011 | Bari              | Italia              | 2:1       | España              | Amistoso                       | -1    |
| 02-09-2011 | Tórshavn          | Islas Feroe         | 0:1       | Italia              | Clasificación Eurocopa 2012    | 0     |
| 06-09-2011 | Florencia         | Italia              | 1:0       | Eslovenia           | Clasificación Eurocopa 2012    | 0     |
| 07-10-2011 | Belgrado          | Serbia              | 1:1       | Italia              | Clasificación Eurocopa 2012    | -1    |
| 11-10-2011 | Pescara           | Italia              | 3:0       | Irlanda del Norte   | Clasificación Eurocopa 2012    | 0     |
| 11-11-2011 | Breslavia         | Polonia             | 0:2       | Italia              | Amistoso                       | 0     |
| 15-11-2011 | Roma              | Italia              | 0:1       | Uruguay             | Amistoso                       | -1    |
| 29-02-2012 | Génova            | Italia              | 0:1       | Estados Unidos      | Amistoso                       | -1    |
| 01-06-2012 | Zúrich            | Italia              | 0:3       | Rusia               | Amistoso                       | 0     |
| 10-06-2012 | Gdansk            | España              | 1:1       | Italia              | Eurocopa 2012                  | -1    |
| 14-06-2012 | Poznan            | Italia              | 1:1       | Croacia             | Eurocopa 2012                  | -1    |
| 18-06-2012 | Poznan            | Italia              | 2:0       | Irlanda             | Eurocopa 2012                  | 0     |
| 24-06-2012 | Kiev              | Inglaterra          | 0:0 / 2:4 | Italia              | Eurocopa 2012                  | 0     |
| 28-06-2012 | Varsovia          | Alemania            | 1:2       | Italia              | Eurocopa 2012                  | -1    |
| 01-07-2012 | Kiev              | España              | 4:0       | Italia              | Eurocopa 2012                  | -4    |
| 07-09-2012 | Sofía             | Bulgaria            | 2:2       | Italia              | Clasificación Mundial 2014     | -2    |
| 11-09-2012 | Módena            | Italia              | 2:0       | Malta               | Clasificación Mundial 2014     | 0     |
| 12-10-2012 | Ereván            | Armenia             | 1:3       | Italia              | Clasificación Mundial 2014     | -1    |
| 06-02-2013 | Ámsterdam         | Países Bajos        | 1:1       | Italia              | Amistoso                       | -1    |
| 21-03-2013 | Ginebra           | Brasil              | 2:2       | Italia              | Amistoso                       | -2    |
| 26-03-2013 | Ta' Qali          | Malta               | 0:2       | Italia              | Clasificación Mundial 2014     | 0     |
| 31-05-2013 | Bolonia           | Italia              | 4:0       | San Marino          | Amistoso                       | 0     |
| 07-06-2013 | Praga             | República Checa     | 0:0       | Italia              | Clasificación Mundial 2014     | 0     |
| 16-06-2013 | Río de Janeiro    | México              | 1:2       | Italia              | Copa Confederaciones 2013      | -1    |
| 19-06-2013 | Recife            | Italia              | 4:3       | Japón               | Copa Confederaciones 2013      | -3    |
| 22-06-2013 | Salvador          | Italia              | 2:4       | Brasil              | Copa Confederaciones 2013      | -4    |
| 27-06-2013 | Fortaleza         | España              | 0:0 / 7:6 | Italia              | Copa Confederaciones 2013      | 0     |
| 30-06-2013 | Salvador (Bahía)  | Uruguay             | 2:2 / 2:3 | Italia              | Copa Confederaciones 2013      | -2    |
| 14-08-2013 | Roma              | Italia              | 1:2       | Argentina           | Amistoso                       | -2    |
| 06-09-2013 | Palermo           | Italia              | 1:0       | Bulgaria            | Clasificación Mundial 2014     | 0     |
| 10-09-2013 | Turín             | Italia              | 2:1       | República Checa     | Clasificación Mundial 2014     | -1    |
| 11-10-2013 | Copenhague        | Dinamarca           | 2:2       | Italia              | Clasificación Mundial 2014     | -2    |
| 15-11-2013 | Milán             | Italia              | 1:1       | Alemania            | Amistoso                       | -1    |
| 05-03-2014 | Madrid            | España              | 1:0       | Italia              | Amistoso                       | -1    |
| 04-06-2014 | Verona            | Italia              | 1:1       | Luxemburgo          | Amistoso                       | -1    |
| 20-06-2014 | Recife            | Italia              | 0:1       | Costa Rica          | Copa Mundial de Fútbol de 2014 | -1    |
| 24-06-2014 | Natal             | Italia              | 0:1       | Uruguay             | Copa Mundial de Fútbol de 2014 | -1    |
| 09-09-2014 | Oslo              | Noruega             | 0:2       | Italia              | Clasificación Eurocopa 2016    | 0     |
| 10-10-2014 | Palermo           | Italia              | 2:1       | Azerbaiyán          | Clasificación Eurocopa 2016    | -1    |
| 13-10-2014 | Ta' Qali          | Malta               | 0:1       | Italia              | Clasificación Eurocopa 2016    | 0     |
| 16-11-2014 | Milán             | Italia              | 1:1       | Croacia             | Clasificación Eurocopa 2016    | -1    |
| 31-03-2015 | Turín             | Italia              | 1:1       | Inglaterra          | Amistoso                       | -1    |
| 12-06-2015 | Split             | Croacia             | 1:1       | Italia              | Clasificación Eurocopa 2016    | -1    |
| 03-09-2015 | Florencia         | Italia              | 1:0       | Malta               | Clasificación Eurocopa 2016    | 0     |
| 06-09-2015 | Palermo           | Italia              | 1:0       | Bulgaria            | Clasificación Eurocopa 2016    | 0     |
| 10-10-2015 | Bakú              | Azerbaiyán          | 1:3       | Italia              | Clasificación Eurocopa 2016    | -1    |
| 13-10-2015 | Roma              | Italia              | 2:1       | Noruega             | Clasificación Eurocopa 2016    | -1    |
| 13-11-2015 | Bruselas          | Bélgica             | 3:1       | Italia              | Amistoso                       | -3    |
| 17-11-2015 | Bolonia           | Italia              | 2:2       | Rumania             | Amistoso                       | -1    |
| 24-03-2016 | Údine             | Italia              | 1:1       | España              | Amistoso                       | -1    |
| 29-03-2016 | Múnich            | Alemania            | 4:1       | Italia              | Amistoso                       | -4    |
| 29-05-2016 | Ta' Qali          | Italia              | 1:0       | Escocia             | Amistoso                       | 0     |
| 13-06-2016 | Lyon              | Bélgica             | 0:2       | Italia              | Eurocopa 2016                  | 0     |
| 17-06-2016 | Toulouse          | Italia              | 1:0       | Suecia              | Eurocopa 2016                  | 0     |
| 27-06-2016 | Saint-Denis       | Italia              | 2:0       | España              | Eurocopa 2016                  | 0     |
| 02-07-2016 | Burdeos           | Alemania            | 1:1 / 6:5 | Italia              | Eurocopa 2016                  | -1    |
| 01-09-2016 | Bari              | Italia              | 1:3       | Francia             | Amistoso                       | -2    |
| 05-09-2016 | Haifa             | Israel              | 1:3       | Italia              | Clasificación Mundial 2018     | -1    |
| 06-10-2016 | Turín             | Italia              | 1:1       | España              | Clasificación Mundial 2018     | -1    |
| 09-10-2016 | Skopie            | Macedonia del Norte | 2:3       | Italia              | Clasificación Mundial 2018     | -2    |
| 12-11-2016 | Vaduz             | Liechtenstein       | 0:4       | Italia              | Clasificación Mundial 2018     | 0     |
| 15-11-2016 | Milán             | Italia              | 0:0       | Alemania            | Amistoso                       | 0     |
| 24-03-2017 | Palermo           | Italia              | 2:0       | Albania             | Clasificación Mundial 2018     | 0     |
| 11-06-2017 | Údine             | Italia              | 5:0       | Liechtenstein       | Clasificación Mundial 2018     | 0     |
| 02-09-2017 | Madrid            | España              | 3:0       | Italia              | Clasificación Mundial 2018     | -3    |
| 05-09-2017 | Reggio Emilia     | Italia              | 1:0       | Israel              | Clasificación Mundial 2018     | 0     |
| 06-10-2017 | Turín             | Italia              | 1:1       | Macedonia del Norte | Clasificación Mundial 2018     | -1    |
| 09-10-2017 | Shkodër           | Albania             | 0:1       | Italia              | Clasificación Mundial 2018     | 0     |
| 10-11-2017 | Solna             | Suecia              | 1:0       | Italia              | Repesca Mundial 2018           | -1    |
| 13-11-2017 | Milán             | Italia              | 0:0       | Suecia              | Repesca Mundial 2018           | 0     |
| 23-03-2018 | Mánchester        | Italia              | 0:2       | Argentina           | Amistoso                       | -2    |
| Total |                   | Presencias          | 176       |                     | Goles                          | -146  |

### Resumen estadístico
| Competición           | Partidos | Goles | Promedio |
| --------------------- | -------- | ----- | -------- |
| Primera División      | 675      | -553  | 0,82     |
| Segunda División      | 81       | -70   | 0,86     |
| Copas nacionales      | 52       | -46   | 0,88     |
| Copas internacionales | 167      | -156  | 0,93     |
| Selección de Italia   | 176      | -146  | 0,83     |
| Total                 | 1151     | -971  | 0,84     |

## Palmarés

### Títulos nacionales
| Título               | Club                      | País    | Año     |
| -------------------- | ------------------------- | ------- | ------- |
| Copa Italia          | Parma A. C.               | Italia  | 1998-99 |
| Supercopa de Italia  | Parma A. C.               | Italia  | 1999    |
| Serie A              | Juventus de Turín         | Italia  | 2001-02 |
| Supercopa de Italia  | Juventus de Turín         | Italia  | 2002    |
| Serie A              | Juventus de Turín         | Italia  | 2002-03 |
| Supercopa de Italia  | Juventus de Turín         | Italia  | 2003    |
| Serie B              | Juventus de Turín         | Italia  | 2006-07 |
| Serie A              | Juventus de Turín         | Italia  | 2011-12 |
| Supercopa de Italia  | Juventus de Turín         | Italia  | 2012    |
| Serie A              | Juventus de Turín         | Italia  | 2012-13 |
| Supercopa de Italia  | Juventus de Turín         | Italia  | 2013    |
| Serie A              | Juventus de Turín         | Italia  | 2013-14 |
| Serie A              | Juventus de Turín         | Italia  | 2014-15 |
| Copa Italia          | Juventus de Turín         | Italia  | 2014-15 |
| Supercopa de Italia  | Juventus de Turín         | Italia  | 2015    |
| Serie A              | Juventus de Turín         | Italia  | 2015-16 |
| Copa Italia          | Juventus de Turín         | Italia  | 2015-16 |
| Copa Italia          | Juventus de Turín         | Italia  | 2016-17 |
| Serie A              | Juventus de Turín         | Italia  | 2016-17 |
| Copa Italia          | Juventus de Turín         | Italia  | 2017-18 |
| Serie A              | Juventus de Turín         | Italia  | 2017-18 |
| Supercopa de Francia | Paris Saint-Germain F. C. | Francia | 2018    |
| Ligue 1              | Paris Saint-Germain F. C. | Francia | 2018-19 |
| Serie A              | Juventus de Turín         | Italia  | 2019-20 |
| Supercopa de Italia  | Juventus de Turín         | Italia  | 2020    |
| Copa Italia          | Juventus de Turín         | Italia  | 2020-21 |

### Títulos internacionales
| Título                 | Equipo (*)                 | País     | Año     |
| ---------------------- | -------------------------- | -------- | ------- |
| Eurocopa Sub-21        | Selección de Italia sub-21 | España   | 1996    |
| Juegos Mediterráneos   | Selección de Italia sub-23 | Bari     | 1997    |
| Copa de la UEFA        | Parma A. C.                | Moscú    | 1998-99 |
| Copa Mundial de Fútbol | Selección de Italia        | Alemania | 2006    |

(*) Incluyendo la selección

### Distinciones individuales
| Distinción                                                | Año     |
| --------------------------------------------------------- | ------- |
| Oscar del Calcio al Portero del Año en la Serie A.        | 1999    |
| Trofeo Bravo.                                             | 1999    |
| Oscar del Calcio al Portero del Año en la Serie A.        | 2001    |
| Oscar del Calcio al Portero del Año en la Serie A.        | 2002    |
| Jugador del Año de la UEFA.                               | 2002-03 |
| Portero del Año de la UEFA.                               | 2002-03 |
| Equipo del Año de la European Sports Magazine.            | 2002-03 |
| Oscar del Calcio al Portero del Año en la Serie A.        | 2003    |
| Mejor Portero del Mundo (IFFHS).                          | 2003    |
| Equipo del año UEFA.                                      | 2003    |
| Onze de Onze.                                             | 2003    |
| Mejor portero de Europa                                   | 2003    |
| Oscar del Calcio al Portero del Año en la Serie A.        | 2004    |
| Mejor Portero del Mundo (IFFHS).                          | 2004    |
| Futbolistas FIFA 100.                                     | 2004    |
| Equipo del año UEFA.                                      | 2004    |
| Oscar del Calcio al Portero del Año en la Serie A.        | 2005    |
| Oscar del Calcio al Portero del Año en la Serie A.        | 2006    |
| Oscar del Calcio al futbolista más querido por los fanes. |         |
| Premio Lev Yashin.                                        |         |
| Equipo de las Estrellas de la Copa Mundial de Fútbol      |         |
| Balón de Plata.                                           |         |
| Mejor Portero del Mundo (IFFHS).                          |         |
| FIFA/FIFPro World XI.                                     |         |
| Onze de Onze.                                             |         |
| Equipo del año UEFA.                                      |         |
| Oscar del Calcio al futbolista más querido por los fanes. | 2007    |
| Mejor Portero del Mundo (IFFHS).                          | 2007    |
| FIFA/FIFPro World XI.                                     | 2007    |
| Oscar del Calcio al Portero del Año en la Serie A.        | 2008    |
| Equipo del Torneo de la Eurocopa                          | 2008    |
| Mejor Portero del Mundo en los últimos 20 años.           | 2009    |
| Mejor Portero del Mundo de la 1.ª Década (2001-2010).     | 2010    |
| Mejor Portero del Mundo del Cuarto de Siglo.              | 2011    |
| Mejor Portero del Mundo del Siglo XXI.                    | 2012    |
| Equipo del Torneo de la Eurocopa.                         | 2012    |
| Equipo del Año en la Serie A.                             | 2012    |
| Pallone Azzurro.                                          | 2013    |
| Equipo Ideal de la Liga Europa de la UEFA.                | 2013-14 |
| Equipo del Año en la Serie A.                             | 2014    |
| Premio Nereo Rocco.                                       | 2014    |
| Equipo Ideal de la Liga de Campeones de la UEFA.          | 2014-15 |
| Equipo del Año en la Serie A.                             | 2015    |
| UEFA Euro All-time XI.                                    | 2016    |
| Premio Nacional a la Carrera Ejemplar «Gaetano Scirea».   | 2016    |
| Premio Golden Foot.                                       | 2016    |
| Equipo del año UEFA.                                      | 2016    |
| Equipo del Año en la Serie A.                             | 2016    |
| Pallone Azzurro.                                          | 2016    |
| Equipo Ideal de la Liga de Campeones de la UEFA.          | 2016-17 |
| Mejor Portero de la Liga de Campeones de la UEFA.         | 2016-17 |
| FIFA/FIFPro World XI.                                     | 2017    |
| Premio The Best al Guardameta.                            | 2017    |
| Futbolista del Año en la Serie A.                         | 2017    |
| Mejor Portero del Mundo (IFFHS).                          | 2017    |
| Equipo del Año en la Serie A.                             | 2017    |
| Equipo del año UEFA.                                      | 2017    |
| Once histórico de plata del Balón de Oro                  | 2020    |
| Globe Soccer Awards (Premio a la trayectoria).            | 2024    |
| UEFA President's Award.                                   | 2024    |

## Condecoraciones
| Condecoración                                           | Año  |
| ------------------------------------------------------- | ---- |
| Collar de Oro al Mérito Deportivo.                      | 2006 |
| Oficial de la Orden al Mérito de la República Italiana. | 2006 |

## Vida privada
Gianluigi Buffon nació el 28 de enero de 1978 en Carrara, en el seno de una familia de deportistas italianos. Su madre, Maria Stella, fue campeona de lanzamiento de bala y de disco y su padre, Adriano Buffon, fue levantador de pesas. Tras su retirada deportiva, trabajaron posteriormente como profesores de educación física. Sus dos hermanas, Veronica y Guendalina, jugaron voleibol en la selección italiana, y su tío, Dante Masocco, fue jugador de baloncesto en la Serie A1, y también formó parte de la selección nacional. El exportero del Milan, Genoa, Inter, Fiorentina y de la selección italiana, Lorenzo Buffon, es primo segundo del abuelo de Gianluigi. Buffon es católico.
En junio de 2011 se casó con la modelo checa Alena Šeredová, con quien mantenía una relación desde 2005. Contrajeron matrimonio en la basílica de San Pedro y San Pablo de Vysehrad en Praga. Tienen dos hijos, Louis Thomas (nacido en 2007 y llamado así en honor al guardameta camerunés Thomas N'Kono) y David Lee (nacido en 2009 y llamado así en honor al cantante de Van Halen, David Lee Roth). En mayo de 2014, anunció que se había separado de Alena después de tres años de matrimonio. Luego se le relacionó sentimentalmente con la comentarista deportiva, periodista y presentadora de televisión italiana Ilaria D'Amico. El 6 de enero de 2016, la pareja anunció el nacimiento de su hijo Leopoldo Mattia, y en el verano de 2017 se comprometieron. Antes de su relación y matrimonio con Šeredová, Buffon también había estado comprometido con una velocista del equipo nacional de atletismo de Italia, Vincenza Calì.
En noviembre de 2008 se realizó el lanzamiento de su libro biográfico Número 1, escrito en colaboración con el periodista italiano Roberto Perrone. En su autobiografía, reveló que había sufrido ataques de depresión durante la temporada 2003-04, tras la derrota de la Juventus en la tanda de penales de la final de la Liga de Campeones de 2003, y debido al rendimiento negativo de la Juventus esa temporada. El 7 de mayo de 2012 fue nombrado vicepresidente de la Asociación Italiana de Futbolistas, cargo que ocupa por primera vez en la historia un futbolista en actividad.
En 2013, detalló que, entre diciembre de 2003 y junio de 2004, visitó regularmente a un psicólogo, pero se negó a tomar medicación, y que superó su depresión antes de la Eurocopa 2004. En enero de 2019, reveló además que había llegado a sufrir ataques de pánico debido a su depresión durante los primeros años de su carrera en la Juventus, y que llegó a perderse un partido por ello. Buffon padece esferofobia, ya que es alérgico a las picaduras de avispa.
En su juventud, fue hincha de varios clubes, entre ellos el Carrarese de su ciudad natal, junto con el Genoa, y el Borussia Mönchengladbach de Alemania; hasta los siete años, también fue hincha de la Juventus, mientras que entre los ocho y los doce años, fue hincha del Inter —debido a su admiración por el entrenador Giovanni Trapattoni—, así como del Pescara, el Como, el Avellino y el Campobasso, antes de acabar apoyando al Genoa. Fue miembro de los ultras del Carrarese, concretamente del Comando Ultrà Indian Tips, y a día de hoy todavía lleva el nombre del grupo impreso en sus guantes de portero.

### Medios y patrocinios

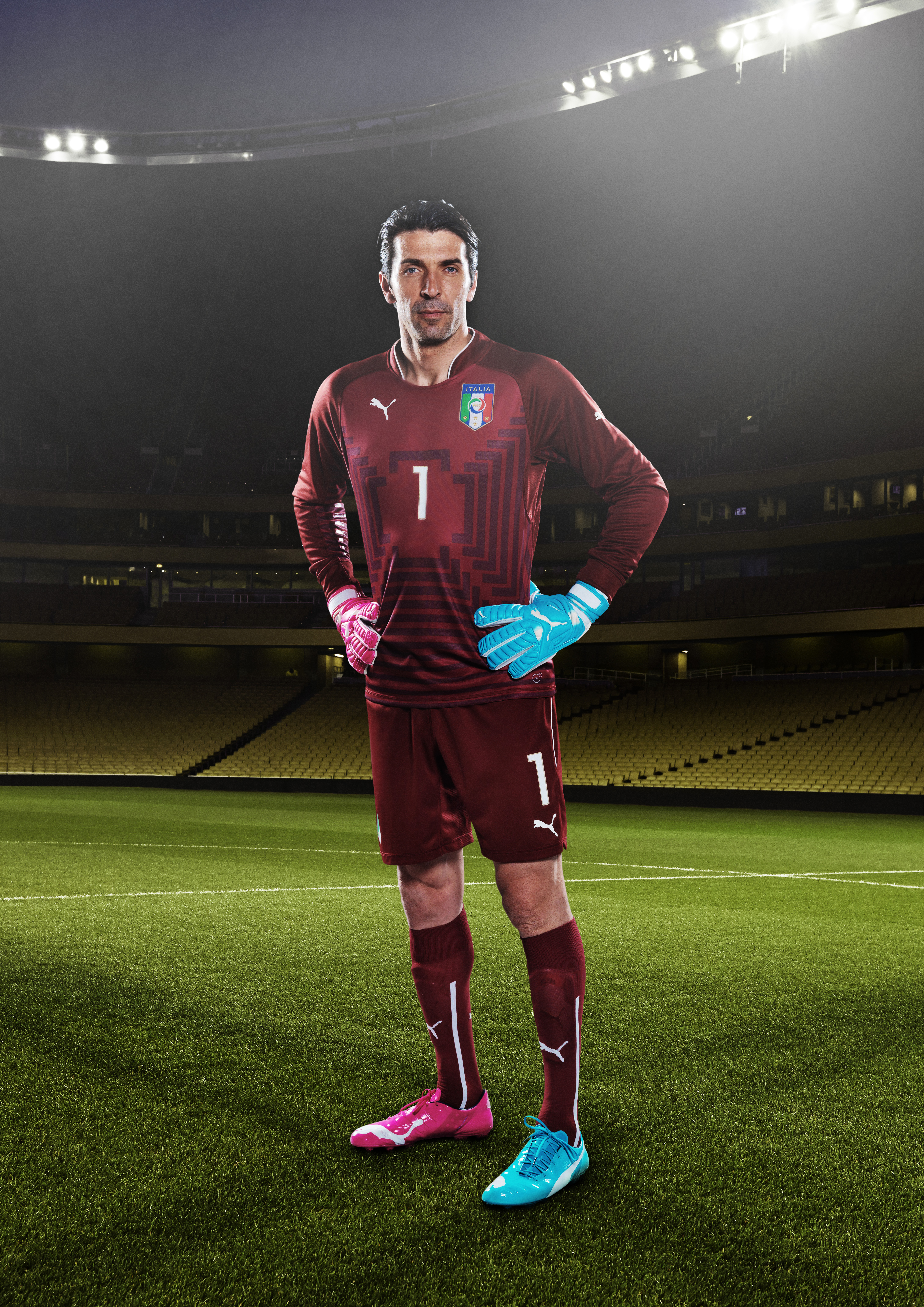
Buffon con las botas Puma evoPOWER Tricks que usó durante el Mundial de 2014.

Durante toda su carrera Buffon ha sido patrocinado por la empresa de indumentaria deportiva alemana Puma, usando guantes Puma y botas de fútbol Puma King, y ha aparecido en anuncios de la marca. También ha aparecido en comerciales de televisión de Pepsi, incluyendo un anuncio para la Copa Mundial de 2002, donde apareció junto a David Beckham, Raúl y Roberto Carlos representando a unos luchadores de sumo. En el verano de 2009 firmó un contrato de un millón de euros para promocionar a la compañía de póquer en línea PokerStars.
Fue la portada de la versión italiana del videojuego Pro Evolution Soccer 2008. Buffon también aparece en la serie de videojuegos FIFA de EA Sports, y fue incluido junto a Manuel Neuer, Iker Casillas y Petr Čech en el Ultimate Team Best Goalkeepers de FIFA 14. En 2011, apareció en un anuncio de la empresa italiana de agua mineral Ferrarelle. En 2016, fue elegido como la nueva cara de Amica Chips. Al año siguiente, fue elegido como la nueva cara de Head & Shoulders en Italia. A lo largo de la temporada 2017-18, apareció en la serie documental de Netflix llamada First Team: Juventus. En mayo de 2018, anunció su colaboración con el videojuego World of Tanks. A finales de ese mismo año, también protagonizó un anuncio de Birra Moretti.
En diciembre de 2019, Gianluigi anunció su colaboración con el minorista español de ropa y accesorios Kimoa, propiedad del piloto de carreras español Fernando Alonso, para lanzar cuatro modelos diferentes de gafas de sol de edición limitada, que representan cuatro ciudades europeas asociadas con la carrera y los logros futbolísticos de Buffon: Berlín (el lugar de la victoriosa final de la Copa del Mundo de 2006), Moscú (la ciudad en la que debutó como internacional y ganó la Copa de la UEFA), París (la ciudad en la que se encuentra su antiguo club, el PSG) y Turín (la ciudad en la que se encuentra su exclub, la Juventus). En enero de 2020, hizo un cameo en el videoclip de Ti saprò aspettare de Biagio Antonacci, en el que entrena a un equipo de fútbol infantil contra Antonacci como entrenador contrario. En la última escena, Buffon realiza un tiro a Antonacci como portero, y el vídeo se detiene intencionadamente antes de que el balón pase la línea de gol.

### Negocios
Buffon es dueño de un restaurante ubicado en el centro de la ciudad de Pistoya llamado Zerosei y de un balneario denominado La Romanina en la localidad de Ronchi (Massa y Carrara). El 16 de julio de 2010, se convirtió en socio accionista del Carrarese Calcio, el club de su ciudad natal; inicialmente poseía el 50 % de las acciones del club, junto con Cristiano Lucarelli y Maurizio Mian. El 10 de junio de 2011, adquirió un 20 % adicional de las acciones del club. El 6 de julio de 2012, se convirtió en el único accionista del Carrarese a través de la empresa de su familia, Buffon & Co. En mayo de 2015, declaró que dejaría su puesto como propietario del Carrarese al final de la temporada 2014-15; en julio, vendió el 70 % de las acciones del club al empresario inmobiliario italiano Raffaele Tartaglia, que tomó el control del club, aunque Buffon siguió en el equipo como accionista minoritario. Después de seguir luchando con dificultades financieras, el club se declaró oficialmente en quiebra el 11 de marzo de 2016.
El 30 de mayo de 2011, ingresó al consejo administrativo de la empresa textil italiana Zucchi Group S.p.A., con una participación del 19,4 %. A pesar de las dificultades financieras de la empresa, en 2015, Buffon, que para entonces había adquirido el 56 % de las acciones de la empresa, habría invertido 20 millones de euros para salvarla de la quiebra. A finales de diciembre, Zucchi fue adquirida por un fondo de inversión francés, Astrance Capital, que se hizo con el control de la empresa de Buffon, GB Holding, en virtud de un acuerdo para reestructurar la deuda del Grupo Zucchi, mientras que a Buffon se le permitió conservar una participación del 15 % en la empresa. En 2017, Buffon lanzó su propia marca de vino bajo el nombre de Buffon #1.

### Filantropía
Buffon también es conocido por su labor benéfica. Además de sus otras actividades benéficas, después de cada partido subasta su brazalete de capitán personalizado con fines benéficos. En 2012, se unió al programa Respect Diversity de la UEFA, cuyo objetivo es luchar contra el racismo, la discriminación y la intolerancia en el fútbol. El 1 de septiembre de 2014, junto con otros futbolistas participó en el Partido por la Paz que se disputó en el Estadio Olímpico de Roma, y cuya recaudación se donó a una organización benéfica. En octubre de 2019, fue nombrado embajador de buena voluntad de la ONU para el Programa Mundial de Alimentos.

### Controversias
Durante su estancia en el Parma, la decisión de Buffon de llevar el número 88, en lugar de su anterior número 1, causó controversia en Italia. Gianluigi afirmó desconocer las connotaciones neonazis del número, afirmando que el 88 representaba «cuatro pelotas», que son símbolos del carácter y los atributos de una persona. Afirmó que pretendía significar su necesidad de estos atributos tras su lesión antes de la Eurocopa 2000, y que también representaba su «renacimiento». Posteriormente se ofreció a cambiar de dorsal, eligiendo en su lugar el número 77.
En septiembre de 1999, se enfrentó a fuertes críticas y a severas sanciones disciplinarias por llevar el lema fascista Boia chi molla (Verdugo el que abandona) escrito a mano en una camiseta bajo su camiseta de portero, que llevó y mostró durante las entrevistas con los medios de comunicación tras un partido contra la Lazio. Buffon se disculpó públicamente, declarando que fue un gesto estúpido e ingenuo, porque ignoraba por completo las connotaciones neofascistas del lema, afirmando que había encontrado por primera vez la frase escrita en el pupitre de un internado, y que desconocía su asociación con la extrema derecha y, en particular, su uso con los neofascistas de Regio de Calabria durante la revuelta de Reggio a principios de los años 1970. Declaró que sólo pretendía utilizar el lema para animar a sus compañeros y a la afición, ya que el Parma había cosechado anteriormente algunos resultados decepcionantes.
En el año 2000, Gianluigi se arriesgó a una condena de cuatro años de prisión por falsificar un diploma de contabilidad de la escuela secundaria para poder matricularse en la carrera de Derecho en la Universidad de Parma, finalmente pagó una multa de 6,35 millones de liras en 2001; más tarde describió el incidente como su mayor arrepentimiento en la vida, afirmando que había sido un gesto deshonesto.
El 12 de mayo de 2006, en pleno escándalo del Calciopoli, fue acusado de apostar ilegalmente en partidos de la Serie A, lo que en principio ponía en peligro su puesto en la selección italiana para el Mundial de 2006. Buffon fue interrogado formalmente y admitió haber realizado apuestas en partidos deportivos hasta que se prohibió a los jugadores hacerlo en octubre de 2005, pero negó haber apostado en partidos de fútbol italiano. En diciembre de 2006 fue absuelto de todos los cargos. Tras las celebraciones de la victoria de Italia en la Copa del Mundo de 2006 en el Circo Máximo de Roma en julio, atrajo una nueva controversia cuando mostró distraídamente una pancarta que había recibido de la multitud, con la inscripción Fieri di essere italiani (Orgullosos de ser italianos), así como una cruz celta, un símbolo que ha sido adoptado por los neonazis; Buffon declaró posteriormente que no había visto el símbolo.
El 11 de abril de 2018, en el partido de vuelta de los cuartos de final de la Liga de Campeones 2017-18 disputado a domicilio contra el Real Madrid, la Juventus necesitaba un 3:0 para forzar la prórroga, que era el resultado cuando, en pleno tiempo de descuento de la segunda parte, el árbitro Michael Oliver concedió un penalti al Real Madrid. Buffon fue expulsado por disentir tras un enfrentamiento con Oliver; la Juventus fue eliminada de la Liga de Campeones, ya que el penalti resultante fue convertido por Cristiano Ronaldo.
Los comentarios de Buffon después del partido sobre Oliver atrajeron la atención de los medios de comunicación y la polémica:

«Sé que el árbitro vio lo que vio, pero ciertamente fue un incidente dudoso. No es claro. Y un incidente dudoso en el minuto 93, cuando nos negaron un claro penalti en la ida, no se puede conceder a estas alturas. El equipo lo dio todo, pero un ser humano no puede destruir sueños así al final de una extraordinaria remontada en una situación dudosa. Está claro que no se puede tener un corazón en el pecho, sino un saco de basura. Además, si no tienes carácter para pisar un terreno de juego así en un estadio así, puedes sentarte en la grada con tu mujer, tus hijos, tomando tu copa y comiendo papas fritas. No puedes arruinar los sueños de un equipo. Podría haberle dicho al árbitro cualquier cosa en ese momento, pero tenía que entender el grado de desastre que estaba creando. Si no puedes soportar la presión y tener el valor de tomar una decisión, entonces deberías sentarte en las gradas y comer tus papas fritas».
Comentarios de Buffon sobre el árbitro Michael Oliver tras el partido.

El 11 de mayo, Buffon fue acusado por la UEFA por sus comentarios posteriores al partido sobre el árbitro Oliver, y más tarde, el 5 de junio, el Comité de Control, Ética y Disciplina de la UEFA lo sancionó con tres partidos de suspensión en competiciones de la UEFA «para los que sería elegible». Buffon emitió más tarde una disculpa, declarando:

«Si volviera a ver al árbitro, le daría un abrazo y le diría que debería haberse tomado más tiempo con esa decisión. Con los sentimientos, las emociones y la decepción de la situación, me comporté de una manera que no era habitual en mí. Después de ese partido, me excedí con las cosas que dije sobre el árbitro y me disculpo por ello».
Disculpas de Buffon al árbitro Michael Oliver.